# Pintura nos Estados Unidos

Albert Bierstadt: Entre as montanhas da Sierra Nevada. Smithsonian American Art Museum

Apesar de possuir uma história relativamente curta dentro da arte ocidental, a pintura nos Estados Unidos evoluiu tão rápido como a economia e sociedade desse grande país, para se tornar nos dias de hoje uma das mais insignes e ativas escolas nacionais em todo o mundo. Depois de um início dependente da informação europeia, deu no século XX contribuições originais de importância fundamental para a evolução da pintura contemporânea. Atualmente os Estados Unidos são uma das referências básicas para a formação de novos pintores, um dos maiores centros produtores de pintura e uma das maiores forças na dinamização do mercado de arte mundial.

## Durante a colônia
Os primeiros tempos coloniais foram virtualmente um deserto em termos de arte. Não havia escolas nem artistas, mas no século XVII já havia se formado uma elite agrária em Maryland, Pennsylvania e Virginia que importava produtos de luxo e objetos de decoração da Europa, possivelmente também pinturas. A maior parte do que se produziu localmente nesta arte durante o período colonial norte-americano (1585-1776) consistiu, significativamente, de retratos, como uma forma de os colonos estabelecerem uma identidade no Novo Mundo e criarem na provinciana colônia um ambiente cultural semelhante ao que deixaram na antiga pátria. Essa tradição de retratos, contudo, só iniciaria na terceira década do século XVIII.

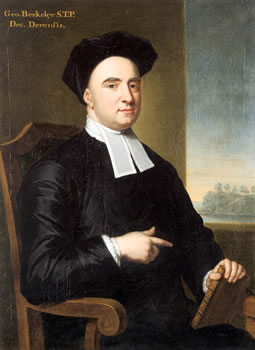
Jonh Smibert: Retrato de George Berkeley, c. 1730. National Portrait Gallery de Washington

A Europa, em particular a Inglaterra, foi a referência para a arte norteamericana neste período, já que cerca de 70% dos colonos era descendente de ingleses. Assim, da Europa vieram os primeiros pintores a trabalharem no EUA, especificamente nas Treze Colônias do nordeste, já que o restante do seu atual território ainda pertencia à Espanha e era povoado por indígenas, e outros tantos, talentos autóctones, se deslocaram para a metrópole a fim de estudar e aprender o ofício. De fato, parte apreciável da primeira pintura colonial norteamericana foi produzida por estrangeiros e no estrangeiro.
Em 1728 se assinala a presença em Newport do pintor escocês John Smybert, que emigrara a fim de se tornar professor de artes na escola que o bispo George Berkeley planejava fundar nas Bermudas, mas acabou se estabelecendo em Boston. Logo em seguida o retratista suíço Jeremiah Theus aparece em Charleston para pintar ao longo de muitos anos personagens da elite local. Outro precursor foi o viajante austríaco Philip von Reck, que deixou inestimável série de desenhos e aquarelas ilustrando aspectos humanos, naturais e sociais da Geórgia . Ao mesmo tempo, a economia local se encontrava em uma fase de expansão e havia considerável importação de mobília, louças, pratas e pinturas para adornar as mansões especialmente dos fazendeiros do sul.
Na década de 1750 Boston já era uma rica cidade portuária, com intenso comércio internacional e significativa classe abastada consumidora de arte. Ali nasceu em 1738 um dos primeiros grandes pintores norteamericanos, John Singleton Copley. Apesar de seu filho afirmar que ele fora completamente autodidata, e ele mesmo dizer que em sua época nada de bom havia em termos de arte na sua região, seu trabalho, de qualidade superior e caráter acadêmico, mostra que ele deve ter aprendido pelo menos através da observação e cópia de obras importantes em alguma casa rica. De qualquer forma, o ambiente local, por desenvolvido que estivesse, ainda era limitado para seu talento e ele mudou-se para Londres em 1774, jamais retornando. Fixou-se em Londres, ingressou na Royal Academy, fez o Grand Tour europeu, adquiriu fama, entrou em contato com figuras ilustres e realizou obra numerosa e de alto nível, num estilo que transitou do fim do Rococó até o Romantismo, e seu exemplo foi a influência dominante em seu país até no século XIX.
O outro grande nome da época foi Benjamin West, cuja carreira foi semelhante à de Copley. A primeira parte de sua vida artística passou produzindo retratos em Filadélfia, que competia com Boston em termos de importância e logo adiante assumiria a primazia cultural. Em 1756 produziu uma tela intitulada A morte de Sócrates, que lhe abriu as portas do patronato do Dr. William Smith, através de quem conheceu John Wollaston, com quem aperfeiçoaria sua técnica. Em 1760 William Smith e William Allen financiaram sua viagem à Europa, e ele se dirigiu a Roma para estudar. Três anos após estabeleceu residência em Londres, onde logo ganhou o favor do rei Jorge III e mais tarde foi um dos fundadores da Royal Academy, a qual presidiu até sua morte sucedendo Joshua Reynolds. West se tornou um dos líderes do movimento neoclássico-romântico inglês e um dos principais nomes europeus em sua geração no campo da pintura histórica, retirando inspiração de temas da antiguidade clássica, mas também não esqueceu suas raízes, e deixou importantíssima obra com temática norteamericana. Fez diversos discípulos conterrâneos, como Charles Willson Peale (fundador da Pennsylvania Academy of the Fine Arts), Rembrandt Peale, Gilbert Stuart, John Trumbull e Thomas Sully, todos grandes artistas, e sua influência foi similar à de Copley para a pintura norteamericana.

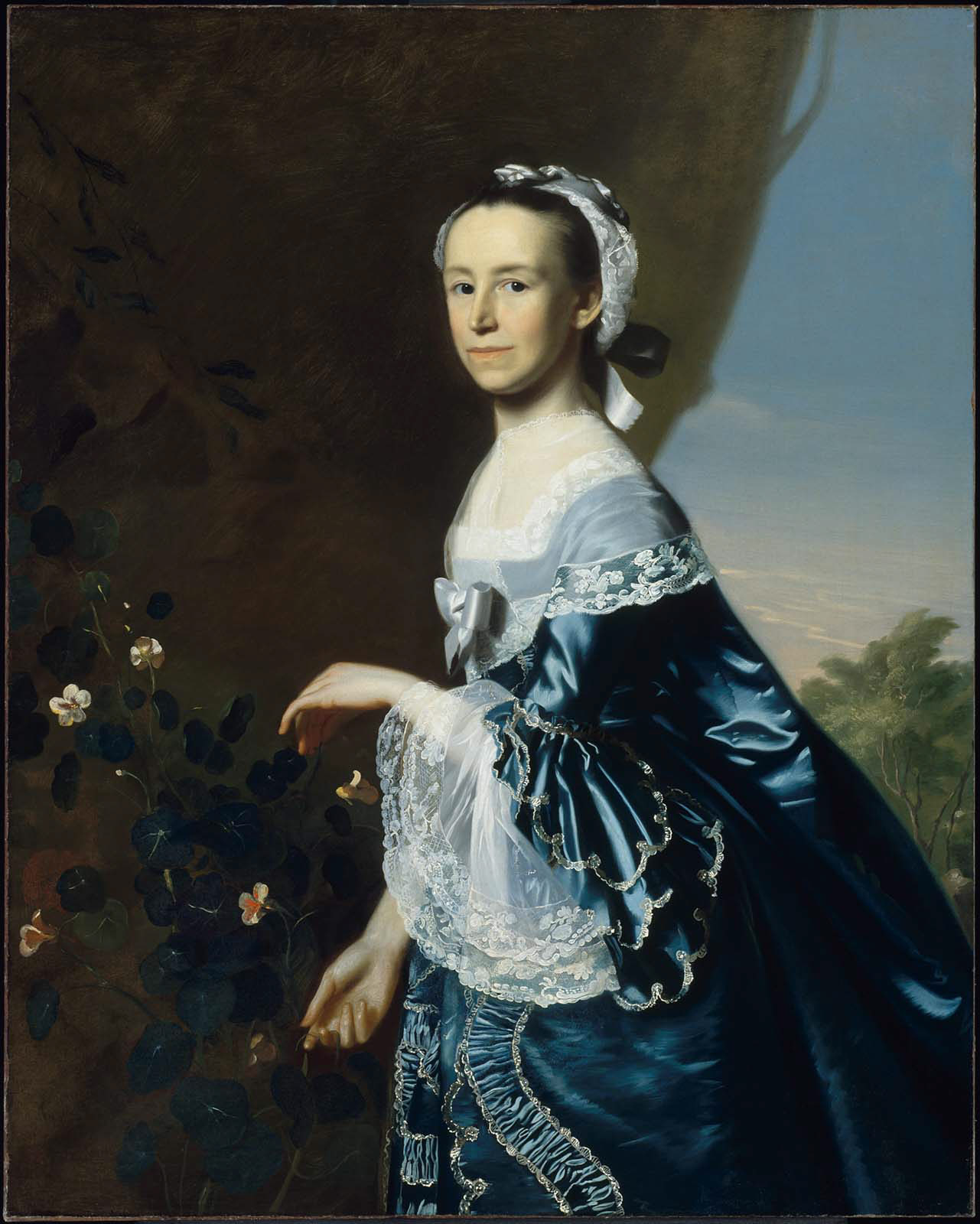
John Singleton Copley: Retrato Mercy Otis Warren, 1763.
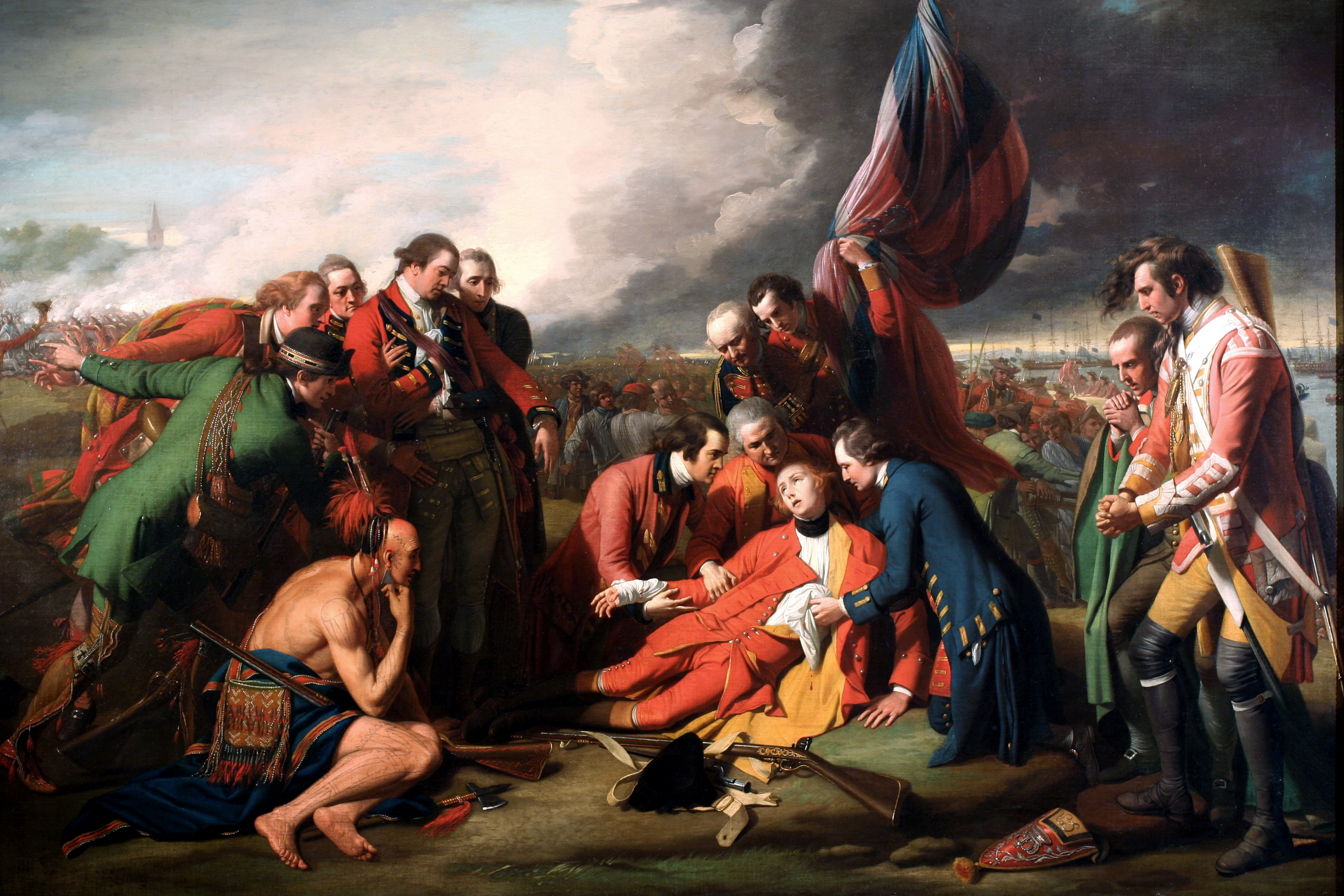
Benjamin West: A morte do general Wolfe, 1770. National Gallery of Canada
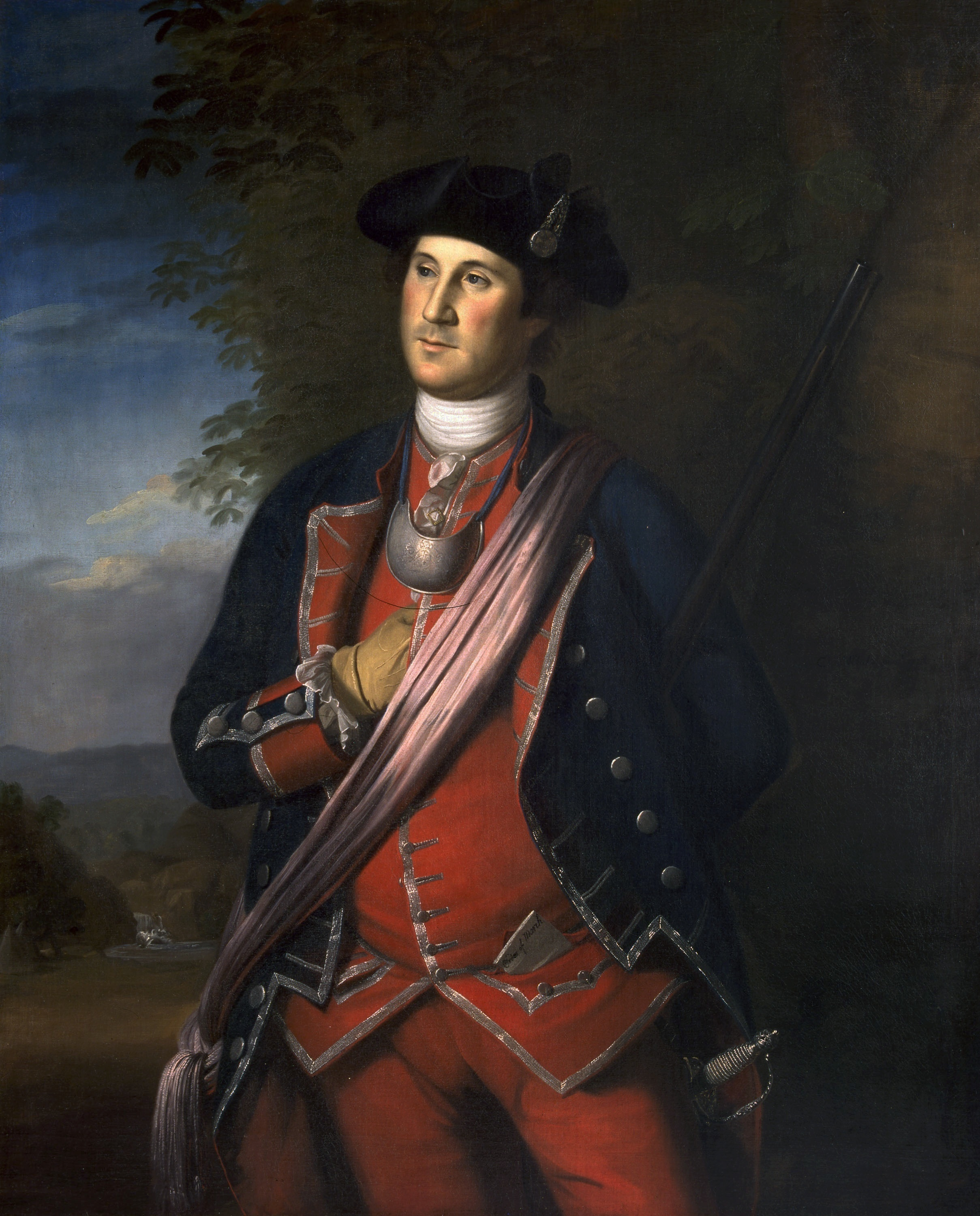
Charles Willson Peale: Retrato de George Washington, 1772. Washington and Lee University

## Independência e início da República
A dolorosa Guerra de Independência devastou  o país, e o isolou do resto do mundo tanto em termos políticos como culturais. A produção de arte local estagnou e muitos artistas emigraram para nunca voltar, mas logo após a cessação das hostilidades experimentou rápida recuperação. Um dos que retornaram foi Charles Peale que chegou a lutar na guerra e era membro de grande família de artistas. Amigo de George Washington, foi incumbido de retratá-lo, numa obra de se tornou logo copiada muitas vezes. Deixou extensa série de retratos de outras figuras importantes dos primeiros tempos da república. Outro foi Gilbert Stuart, que adquiriu proeminência internacional após receber a encomenda de pintar outro retrato de Washington.
A independência instilou grande entusiasmo na população, orgulhosa de sua república, e logo se iniciou um processo de construção de um imaginário simbólico na forma de retratos e obras históricas que confirmasse a autonomia e grandeza da pátria, numa onda tipicamente romântica mas que se espelhava na Atenas democrática e na Roma imperial, e por isso a influência do Neoclassicismo também foi importante. Dentre os pintores históricos se destacou John Trumbull, depois do exemplo deixado por West. Assim como ele produziu muito na Inglaterra, e sua melhor contribuição à arte norteamericana são as telas sobre a Revolução de 1776.
Em 1803 a compra da Louisiana duplicou a extensão do país. Região ainda pouco conhecida, atraiu diversos artistas e cientistas para pesquisa e retrato da sua fauna, flora, geografia e seus povos indígenas. Entre eles estavam John James Audubon, John Abbot e George Catlin, de formação acadêmica e também naturalistas, trabalhavam primariamente como ilustradores. Outros, autodidatas ou de inspiração popular, como Edward Hicks, Robert Peckham e Joseph Whiting Stock, pintavam longe dos grandes centros urbanos como lazer privado ou sob encomenda de pequenos proprietários rurais, divulgando a arte com os meios limitados de que dispunham, e de alguma forma educando seu público. Também merece uma palavra o generalizado gosto pela pintura de miniaturas, com grande mercado e vários mestres praticantes, como Henry Inman, Pierre Henri e John Wood Dodge..
A economia também se refez com presteza dos desastres da guerra, apoiada na agricultura e comércio já consolidados e na indústria que crescia, e logo a dependência econômica da Inglaterra desapareceu. A população começava a expandir o território colonizado e em 1820 já chegava a 10 milhões de habitantes. Dentre eles, os ricos mercadores e fazendeiros continuavam apreciando arte e encomendando novas obras. Apesar disso, em termos culturais ainda havia muito por fazer nos EUA e a Inglaterra e sua Academia continuavam sendo as referências mais fortes, mesmo que um sentimento de identidade nacional já existisse claramente e se fortalecesse a cada dia. Um passo importantes para a formação de uma cultura tipicamente norteamericana aconteceu com a fundação da National Academy of Design em 1826, que cedo se tornaria a instituição artística mais respeitada do país.
Outros pintores interessantes são Raphaelle Peale e Margaretta Peale conseguiram ótimos resultados num Realismo avant la lettre que empregava efeitos trompe-l'oeil, numa tradição que tinha raízes barrocas e produziria mais frutos de relevo no fim do século. John Johnston e James Peale deixaram belas naturezas-mortas, Thomas Sully, Rembrandt Peale e Samuel F. B. Morse (o mesmo inventor do Código Morse) produziram obra apreciável na retratística.

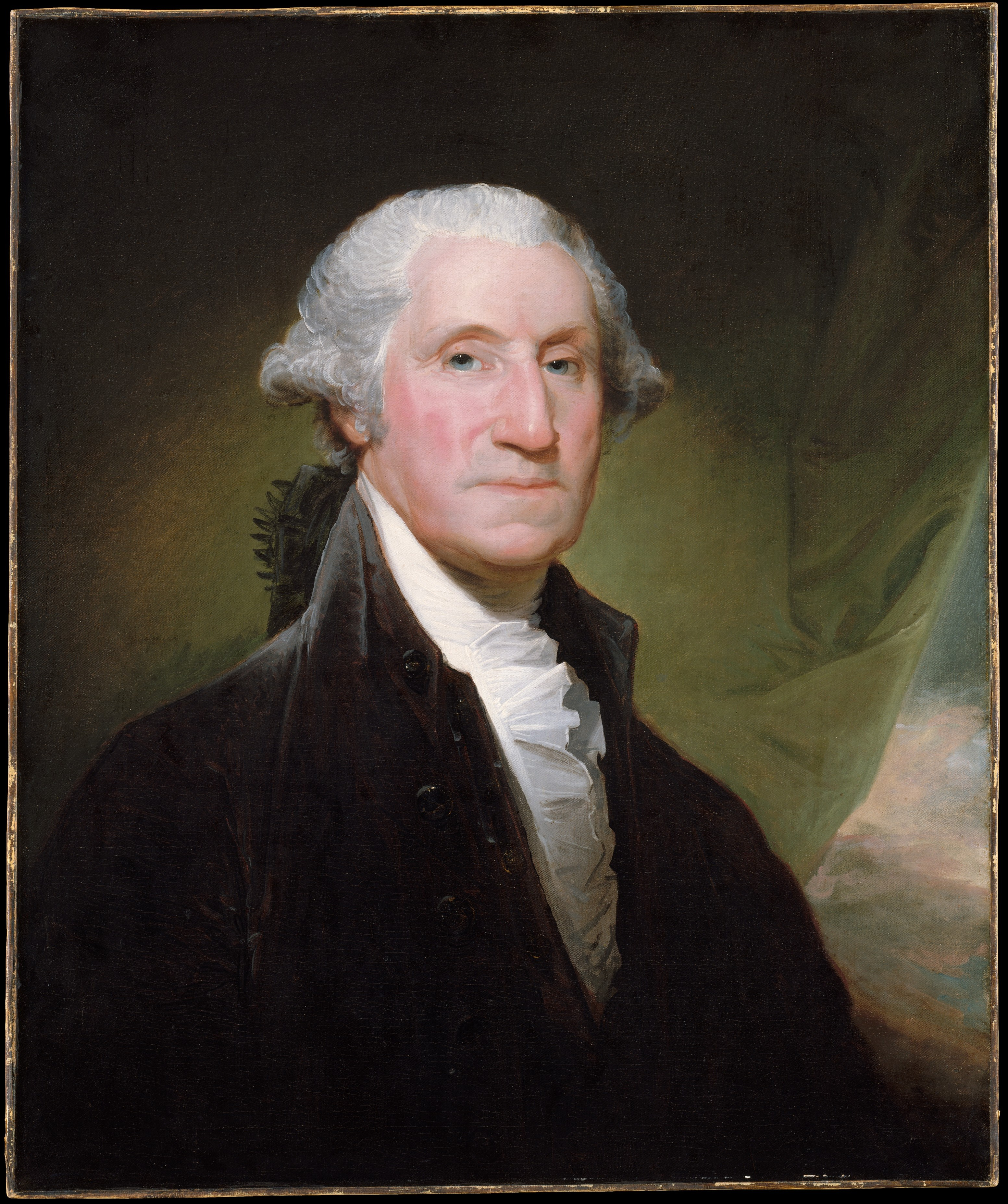
Gilbert Stuart: Retrato de George Washington, 1795. Metropolitan Museum of Art
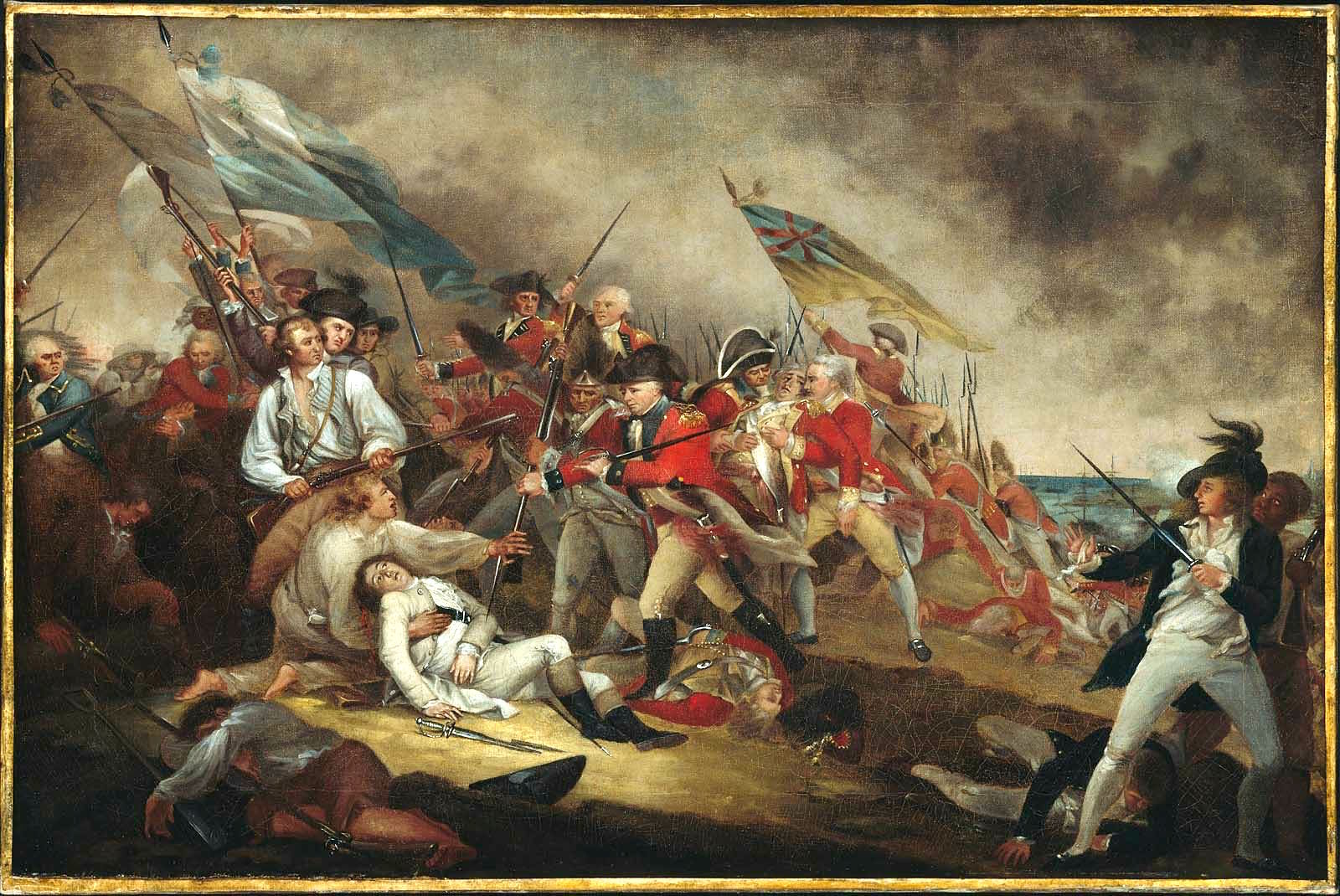
John Trumbull: A morte do general Warren na batalha de Bunker Hill
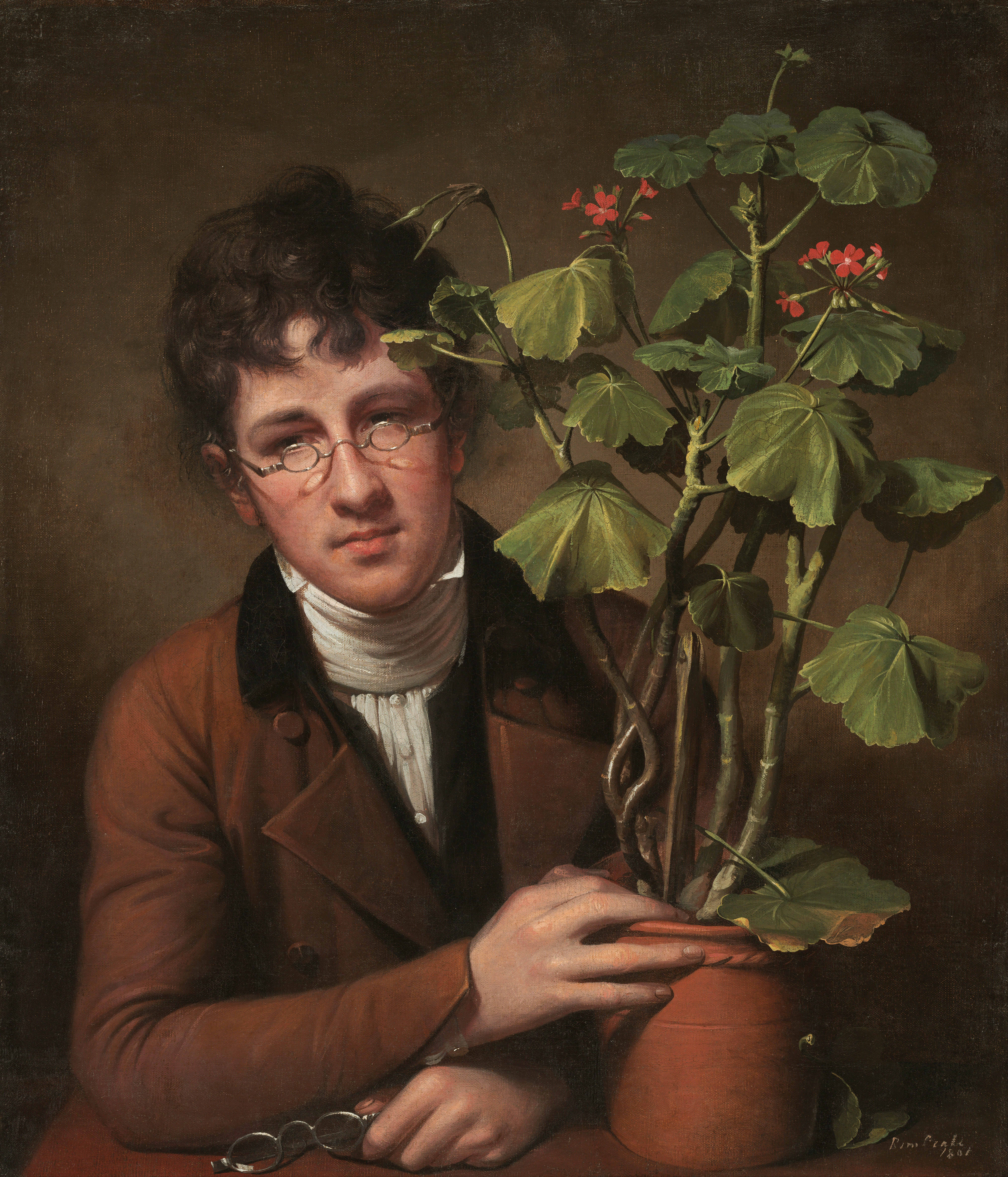
Rembrandt Peale: Retrato de Rubens Peale com um gerânio, 1801. National Gallery of Art
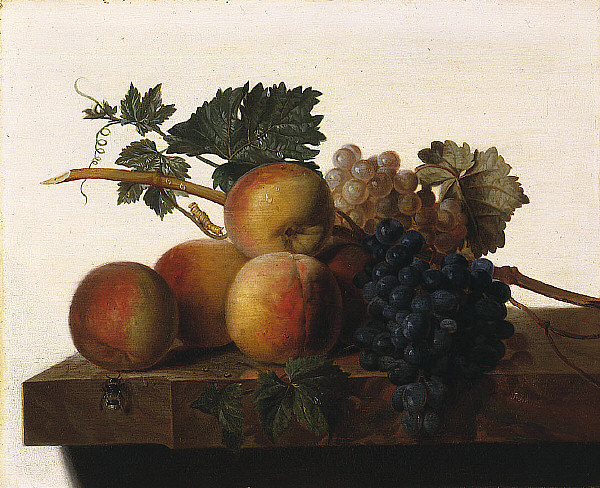
John Johnston: Natureza-morta, 1810. Saint Louis Art Museum

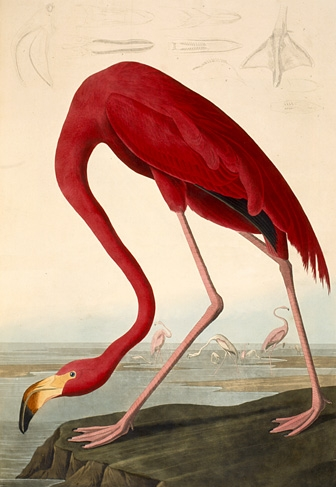
John James Audubon: Phoenicopterus ruber, do livro The Birds of America
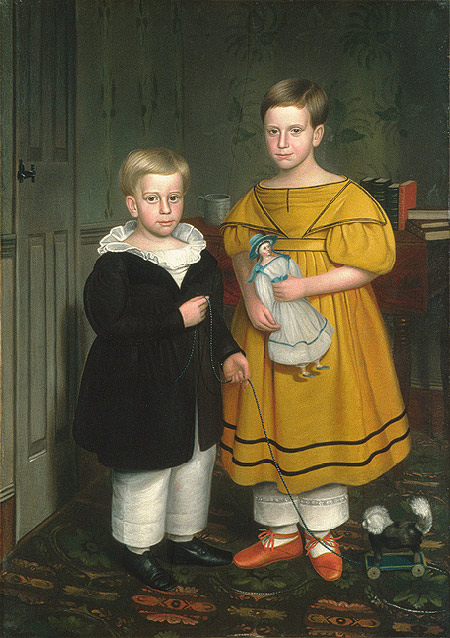
Robert Peckham: As crianças Raymond, c. 1838. Metropolitan Museum of Art
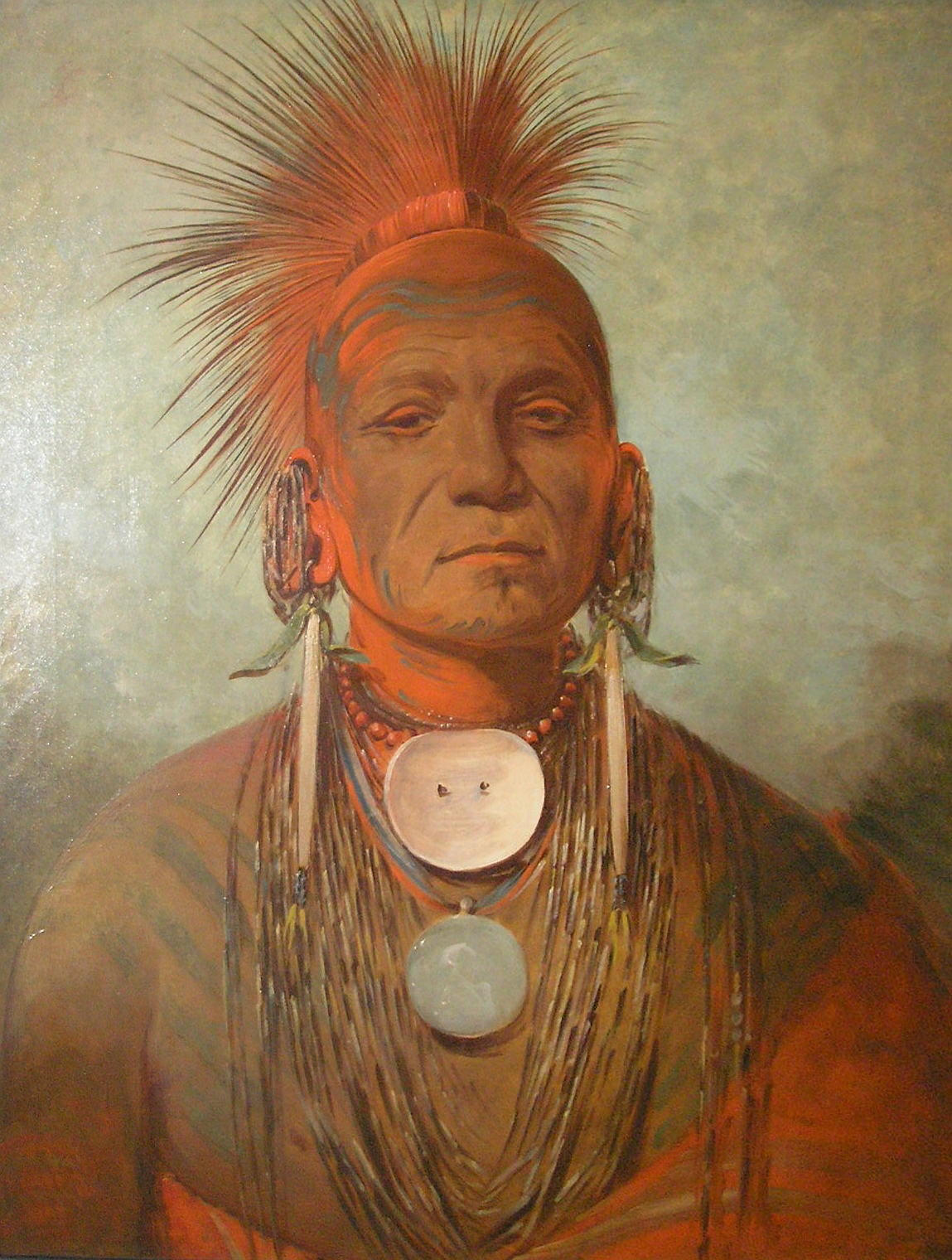
George Catlin: Retrato de See-non-ty-a, xamã de Iowa, 1844-45. National Gallery of Art
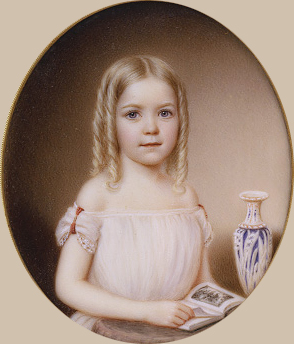
John Wood Dodge: Retrato de Kate Rosalie Dodge, 1854, miniatura. Metropolitan Museum of Art

## O grande paisagismo da Escola do Rio Hudson
À medida que o Romantismo se intensificava na primeira metade do século XIX, o interesse dos pintores passou das cenas históricas para a magnífica paisagem norteamericana, que logo se tornou o veículo por excelência para a expressão dos sentimentos nacionalistas. O cenário selvagem do interior inspirou toda uma geração de artistas baseados na costa leste, já bastante civilizada, mas que em larga medida ainda desconhecia as belezas naturais de seu país.
O fundador desta influente escola foi Thomas Cole, um idealista estimulado pela teoria inglesa do Sublime e pelas novelas de James Fenimore Cooper, que iniciou uma grande tradição de pintura que vigorou por três gerações com notável unidade de princípios, e que apresentava a paisagem sob cores dramáticas, evocativas e às vezes fantasiosas. Mas distinguiu-se de seus pares pela associação do paisagismo com a alegoria, deixando séries impactantes como A viagem da vida, onde representa as quatro fases da vida humana em termos místicos, e A trajetória do Império, uma dramática reflexão sobre os rumos por vezes violentos e materialistas que os impérios tomam e que os levam à inevitável decadência, num momento em que muitos viam o modelo pastoril como a única via legítima de uma sociedade perdurar e ser feliz. Asher Brown Durand foi seu companheiro, mas mantinha uma visão mais naturalista da arte inspirado pela obra de John Constable, crendo que o artista "deve aceitar escrupulosamente tudo o que (a natureza) lhe apresentar até que ele se torne em algum grau íntimo de sua infinitude… nunca deve profanar sua santidade afastando-se voluntariamente da verdade". Depois da morte de Cole ele assumiu a liderança dos pintores de Nova Iorque, e presidiu a National Academy of Design, na época a instância oficial mais importante da arte norteamericana. Entre 1855 e 1856 ele publicou suas Letters on Landscape Painting (Cartas sobre a Pintura de Paisagem), que estabeleceram as diretrizes do Naturalismo idealizado que marcou o estilo da escola.
A segunda geração conta com Frederic Edwin Church e Albert Bierstadt, cuja fama foi enorme. Aprofundaram o paisagismo grandioso de seus antecessores, levando-o a uma dimensão heróica. Viajaram extensamente pelo interior. Church foi além, chegando ao Ártico e à América do Sul em busca de cenários que pudessem maravilhar o público, expressando tangivelmente o sonho do Destino Manifesto, crença de que o povo americano estava destinado por Deus a comandar o mundo. Obras suas como Os icebergs e As cataratas de Niágara atraíram multidões. A recepção dos trabalhos de Bierstadt não foi menos favorável; um crítico do The Leader urgia o público para que acorresse à exposição da tela As montanhas do Yosemite pois "saberiam que o mundo está progredindo e que os americanos são um grande povo". A influência da obra de ambos como estímulo para a colonização do oeste foi considerável. Outros autores significativos da Escola do Rio Hudson foram Robert Scott Duncanson, Sanford Robinson Gifford, William Hart, William Stanley Haseltine, Hermann Ottomar Herzog, Thomas Hill, Worthington Whittredge e Thomas Moran.
Por outro lado, em New England se desenvolvia uma derivação dessa Escola, chamada de Escola Luminista, que privilegiava uma visão mais lírica e intimista da paisagem. Sua paleta era menos carregada e suas pinceladas menos visíveis, e preferiam cenas que inspirassem uma contemplação tranquila. Fitz Hugh Lane é seu representante típico, mas outros também dignos de apreço nessa terceira geração de paisagistas são David Johnson, Jasper Francis Cropsey e Martin Johnson Heade.
A estética monumental e idealista da Escola do Rio Hudson começou a cair de moda por volta dos anos 1870. Depois da Guerra Civil (1861 - 1865) a referência cultural dos norteamericanos se transferiu da Inglaterra para a França, e aquele grande interesse pela paisagem foi substituído pela representação da figura humana. Mesmo o paisagismo, que embora em relativo declínio não desapareceu, alterou-se com a introdução da influência da Escola de Barbizon, adaptada em solo americano primeiro por George Inness. Na década de 1880 ele já era o paisagista mais requisitado e fazia muitos seguidores. Os tempos do idealismo artístico e do academismo estavam chegando ao fim. Quando Church e Bierstadt morreram, respectivamente em 1900 e 1902, sua escola já estava completamente ultrapassada.

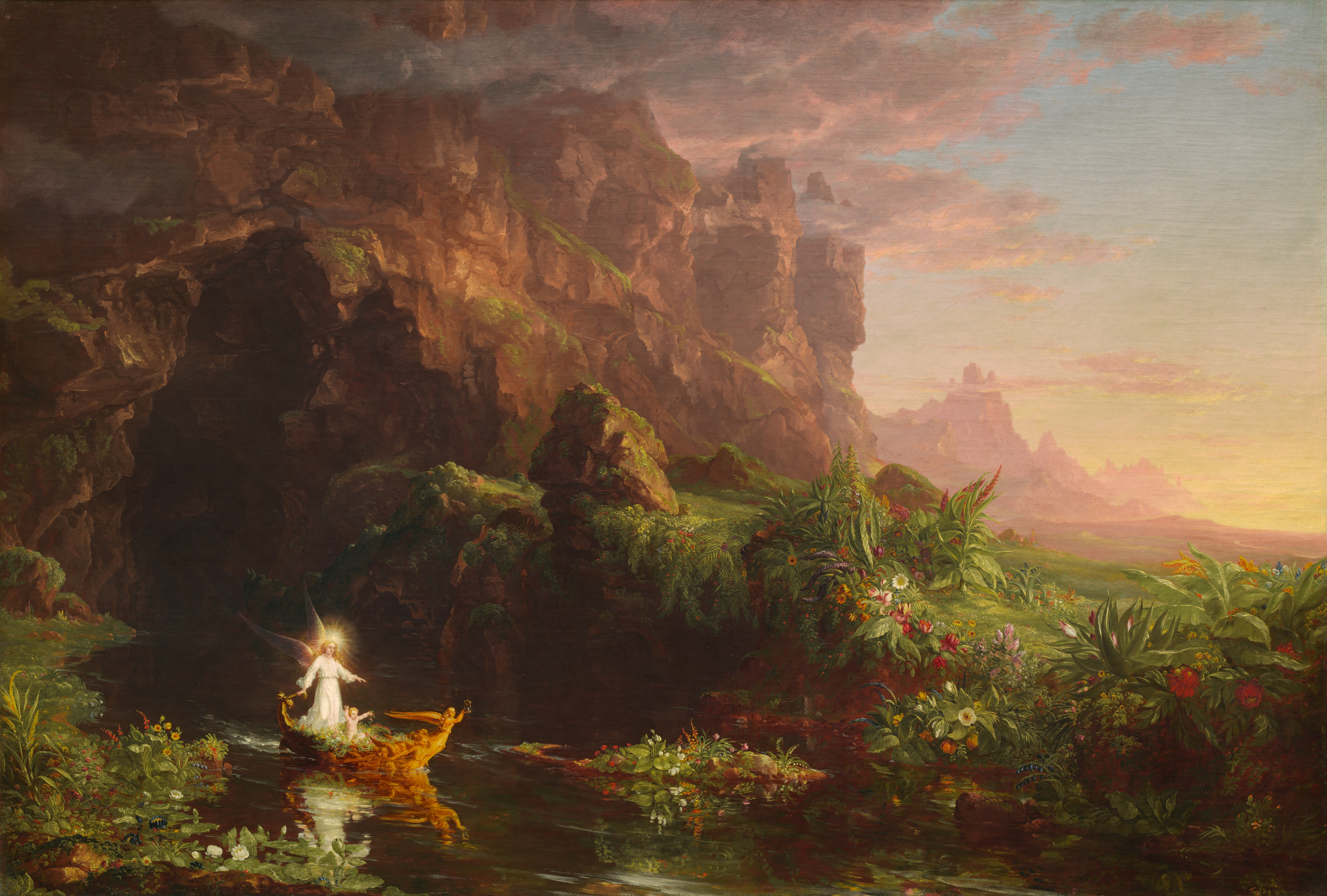
A Viagem da Vida: Infância, 1842
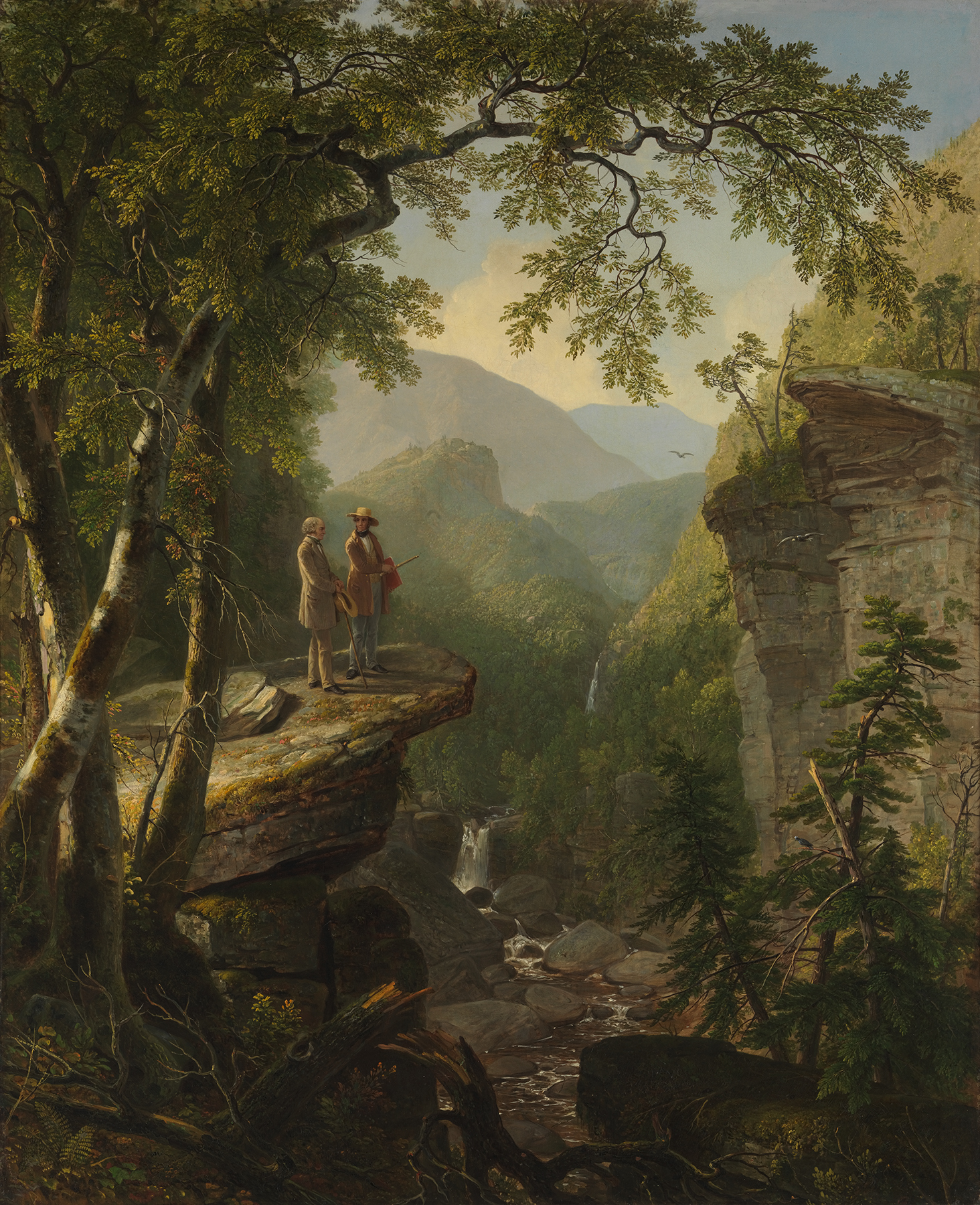
Asher Durand: Almas gêmeas, 1849
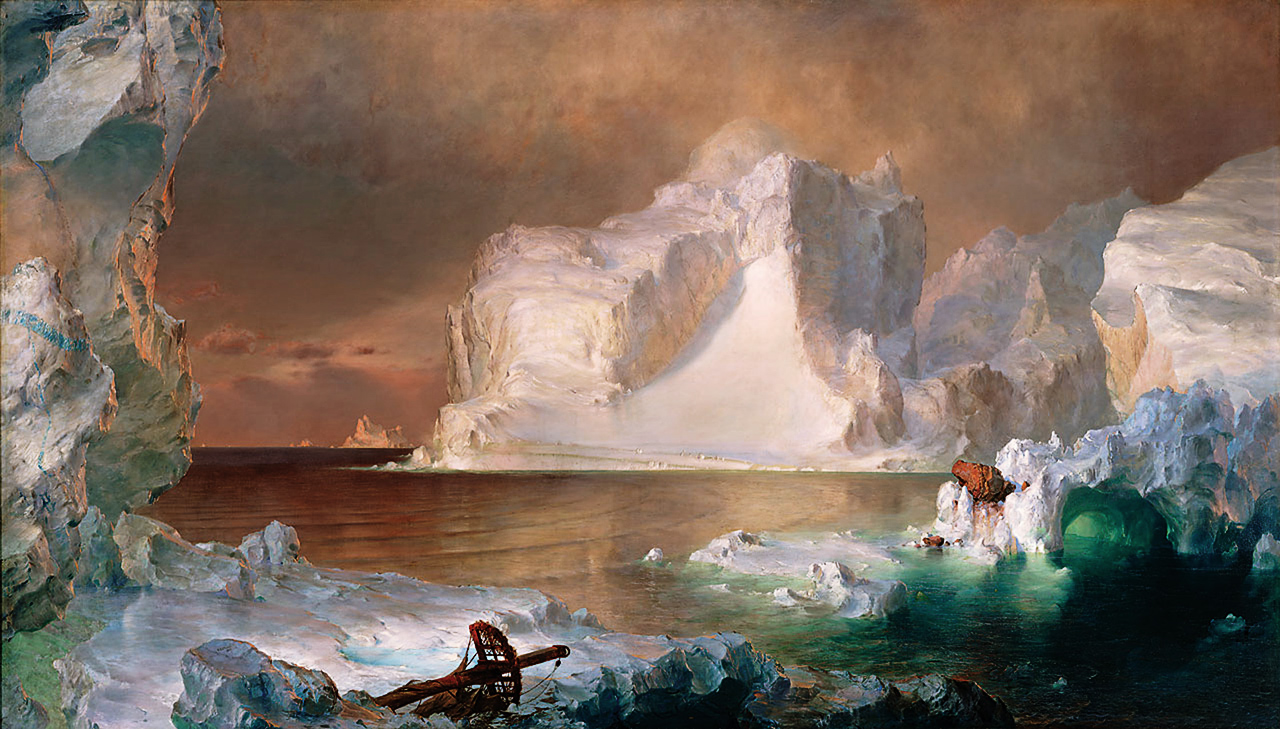
Frederic Church: Os icebergs, 1861. Dallas Museum of Arts
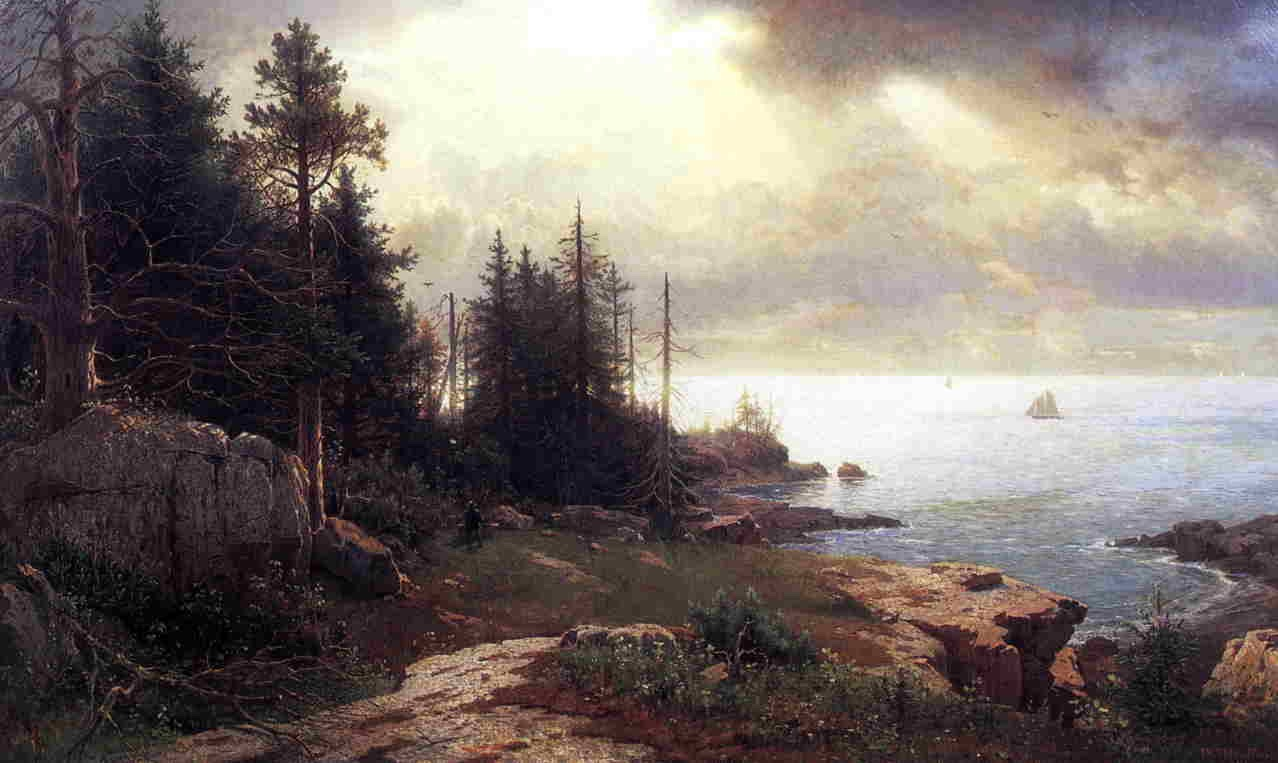
William Haseltine: Vista do monte Deserto

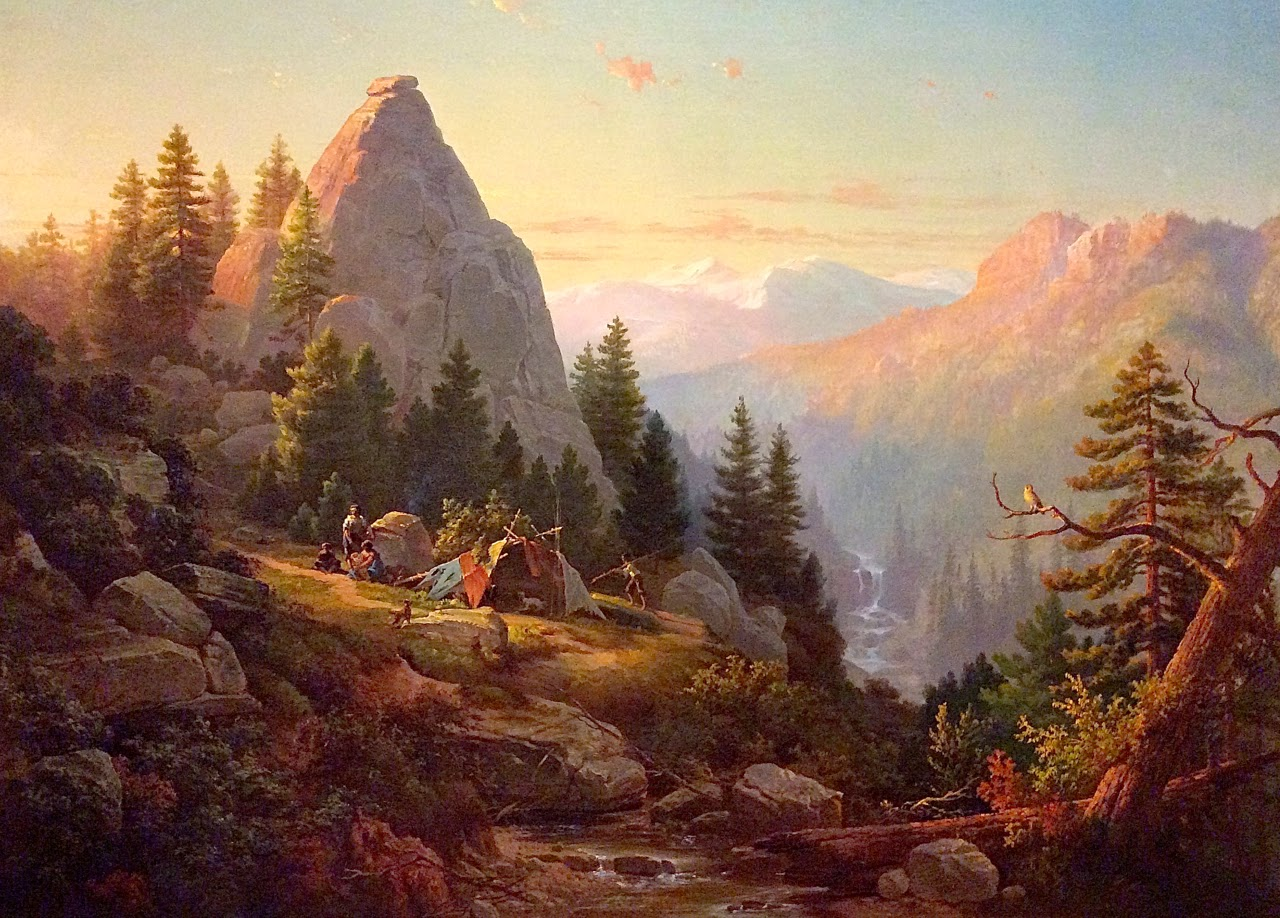
Thomas Hill: Pico do Pão de Açúcar, Condado de El Dorado, 1865
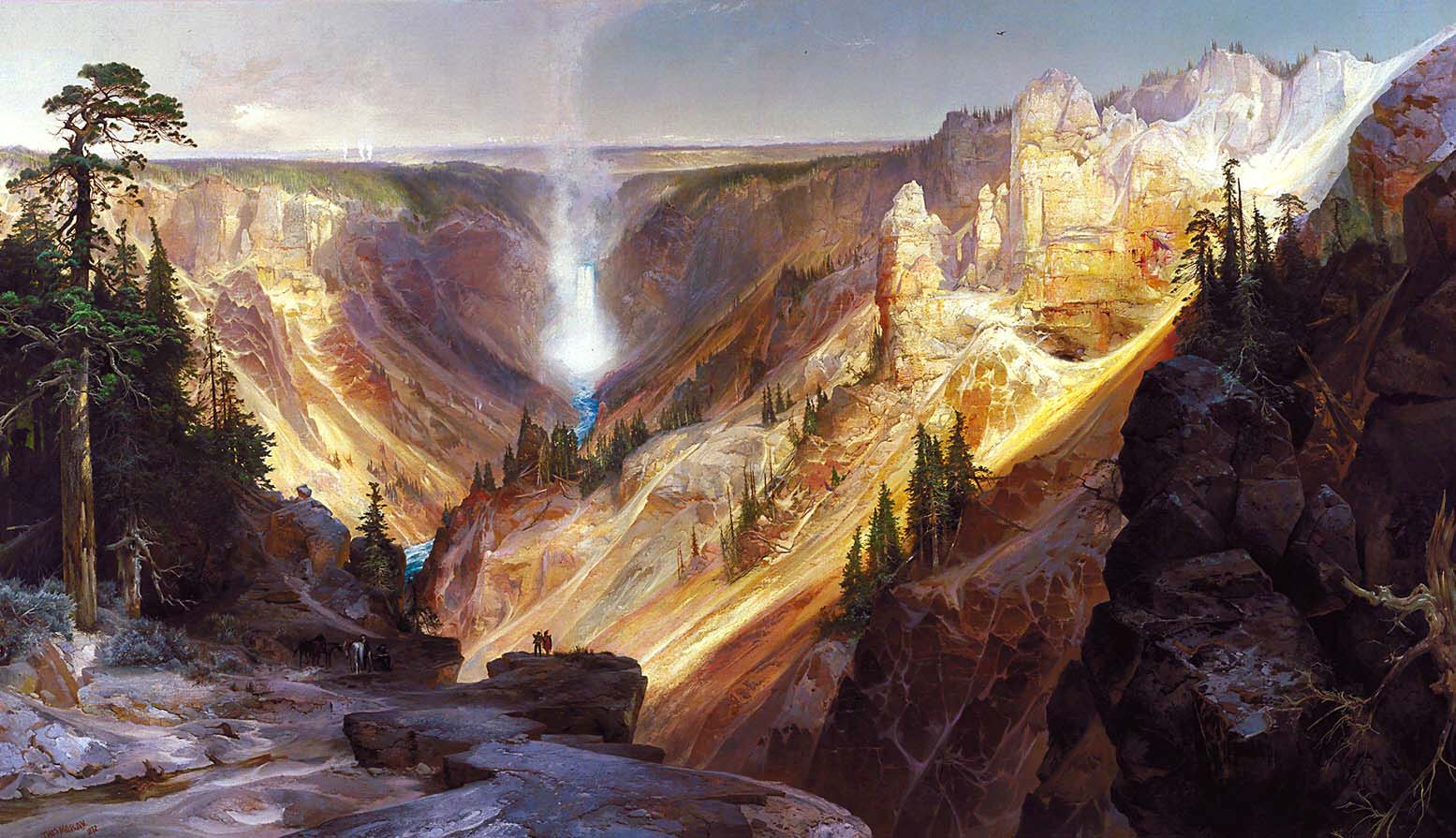
Thomas Moran: O Grand Canyon do Yellowstone, 1872
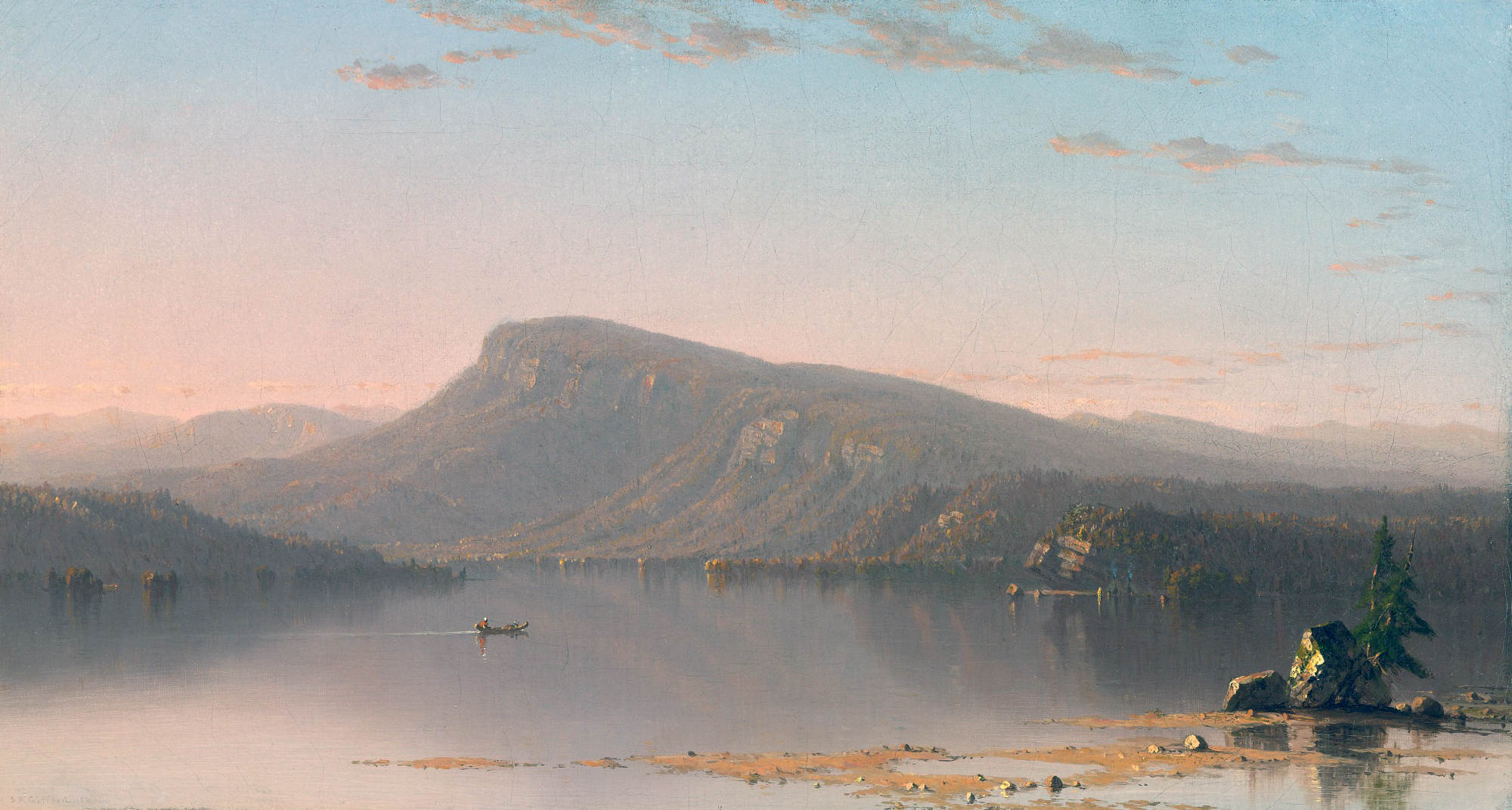
Gifford Sanford Robinson: Entardecer
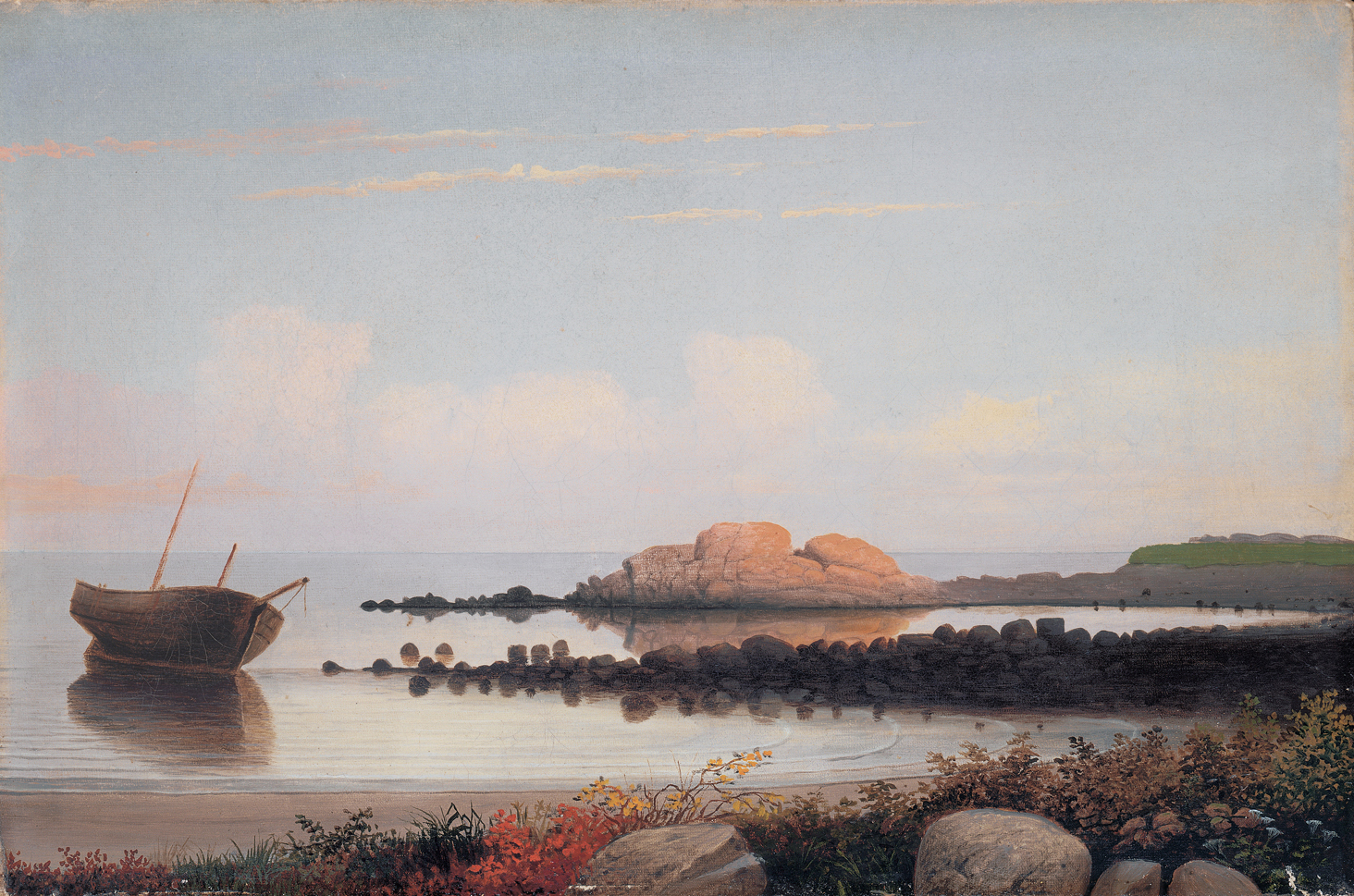
Fitz Hugh Lane: Brace's Rock, Eastern Point, Gloucester, c. 1864. National Gallery of Art, Washington

### Outros românticos
Mas os paisagistas da Escola do Rio Hudson, embora de larga influência, não resumem a pintura norteamericana do período. Cenas domésticas, retratos, imagens mostrando os colonizadores e os índios, as naturezas-mortas e vários outros gêneros de pintura continuavam a ser praticados, com grandes representantes. Alguns que merecem uma nota, dentre inúmeros, são George Caleb Bingham, que imortalizou o homem comum, os comerciantes, os barqueiros, os desbravadores do oeste e aspectos do desenvolvimento do sistema democrático; Cassily Adams, Henry François Farny, Charles Ferdinand Wimar, Charles Marion Russell, John Mix Stanley e Charles Deas, registrando o que ainda havia de puro na vida dos índios ou assinalando o efeito do seu contato com o branco; Charles Christian Nahl com sua crônica da vida dos mineradores durante a Corrida do Ouro e seus retratos da burguesia californiana; e Carl Christensen, de extração popular, mas que deixou importante documento visual da migração Mórmom para o Utah e suas atividades missionárias entre os índios.
Henry Cheever Pratt fixou em suas telas o deserto do meio-oeste; as marinhas foram o centro da obra de 
Robert Salmon; William Sidney Mount foi um dos primeiros da retratar em grande estilo os negros escravos, Frederic Remington privilegiou os soldados da cavalaria e os cowboys, Robert Walter Weir e Emanuel Leutze trabalharam a pintura histórica, este último deixando obras emblemáticas como Washington cruzando o Delaware; o retrato fez a carreira de Henry Inman, Daniel Huntington, Nathaniel Jocelyn e John Neagle e, por fim, no terreno das naturezas-mortas figuram bem Paul de Longpré, Severin Roesen e Martin Johnson Heade, o último um dos poucos artistas de sua geração a deixar obra significativa nesse gênero e também em peças florais e na paisagem.

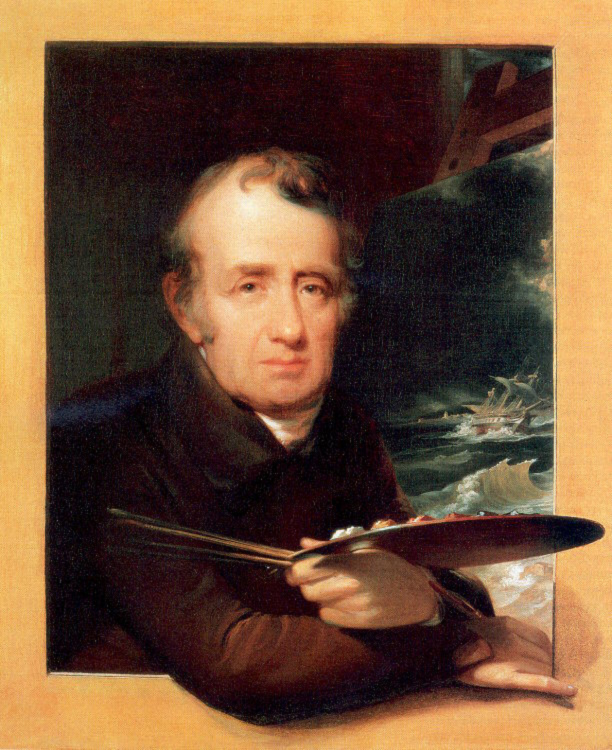
John Neagle: O artista estudioso, 1836. Pennsylvania Academy of the Fine Arts
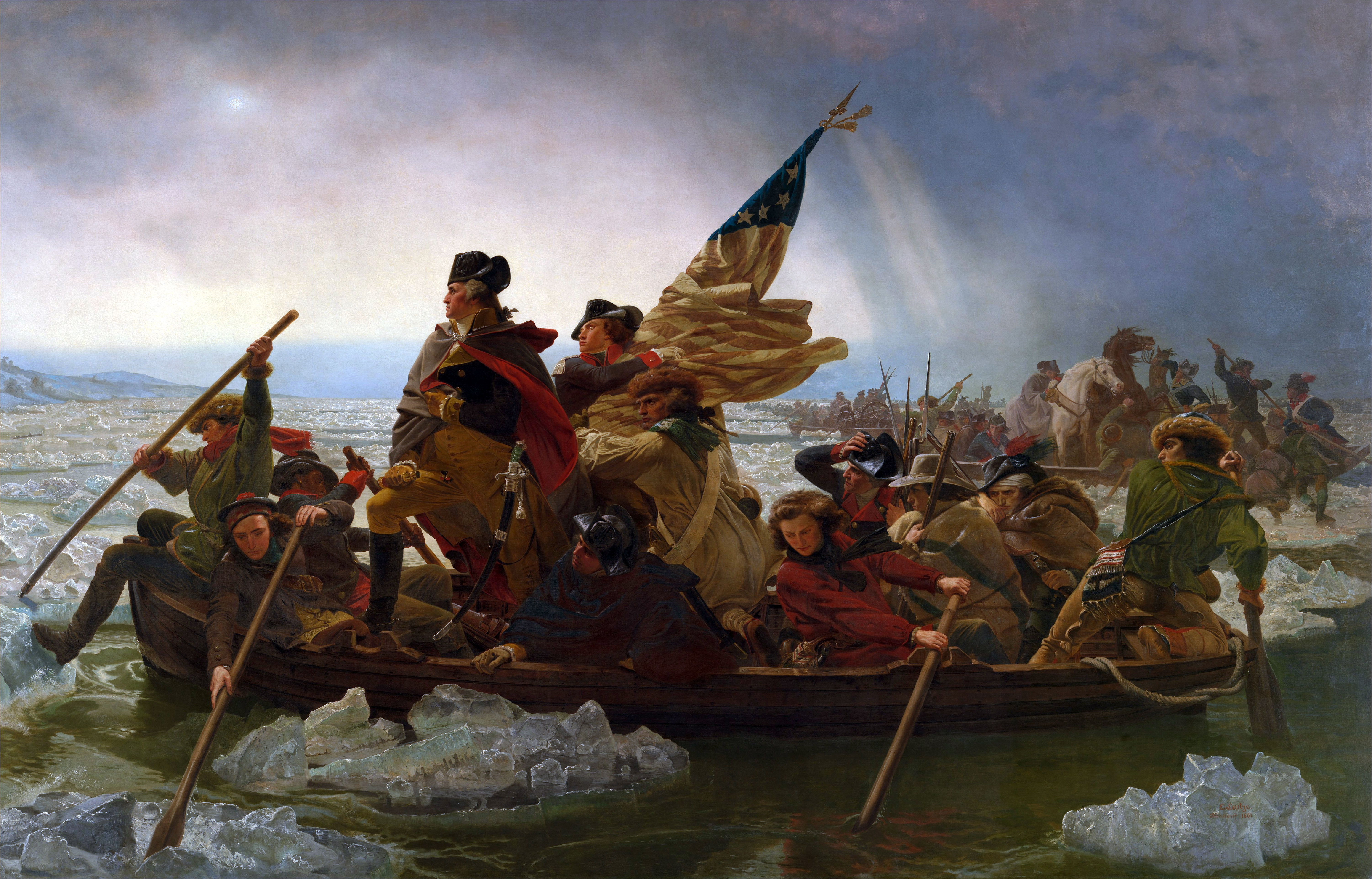
Emanuel Leutze: Washington cruzando o Delaware, 1851. Metropolitan Museum of Art
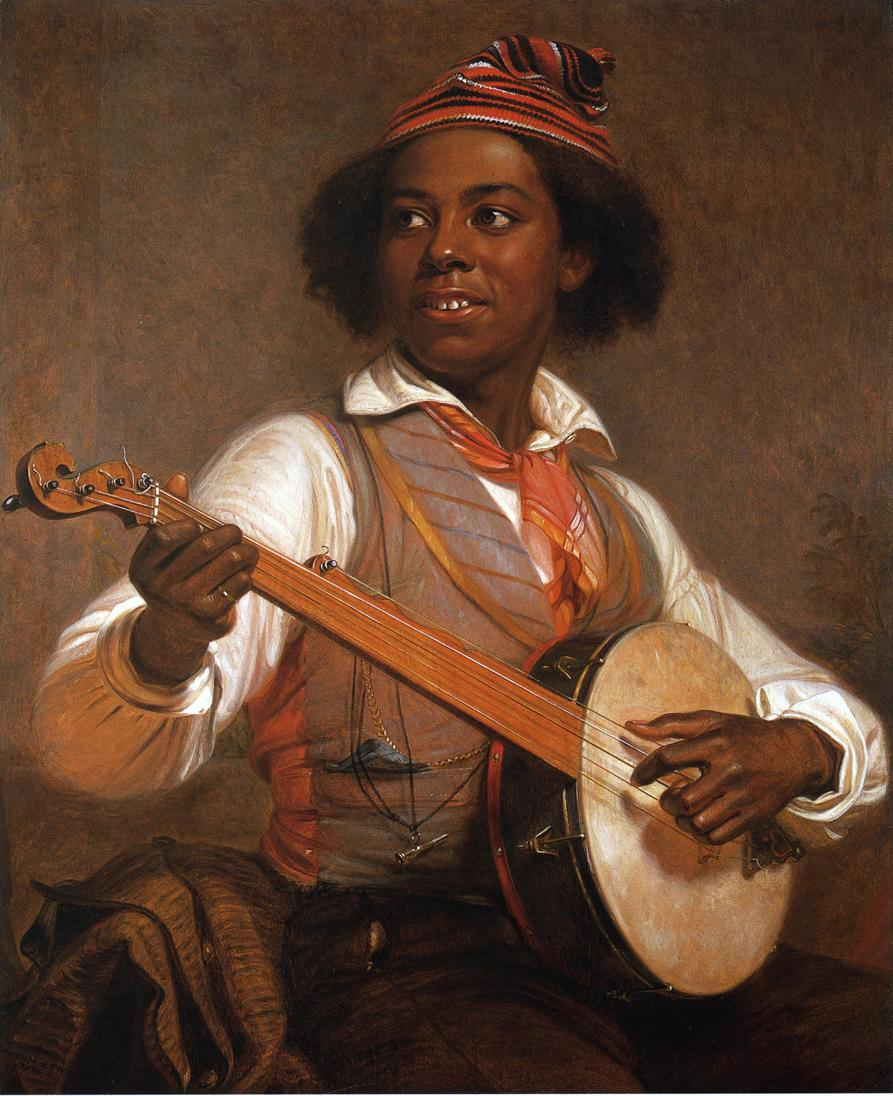
William Mount: O tocador de banjo, 1856
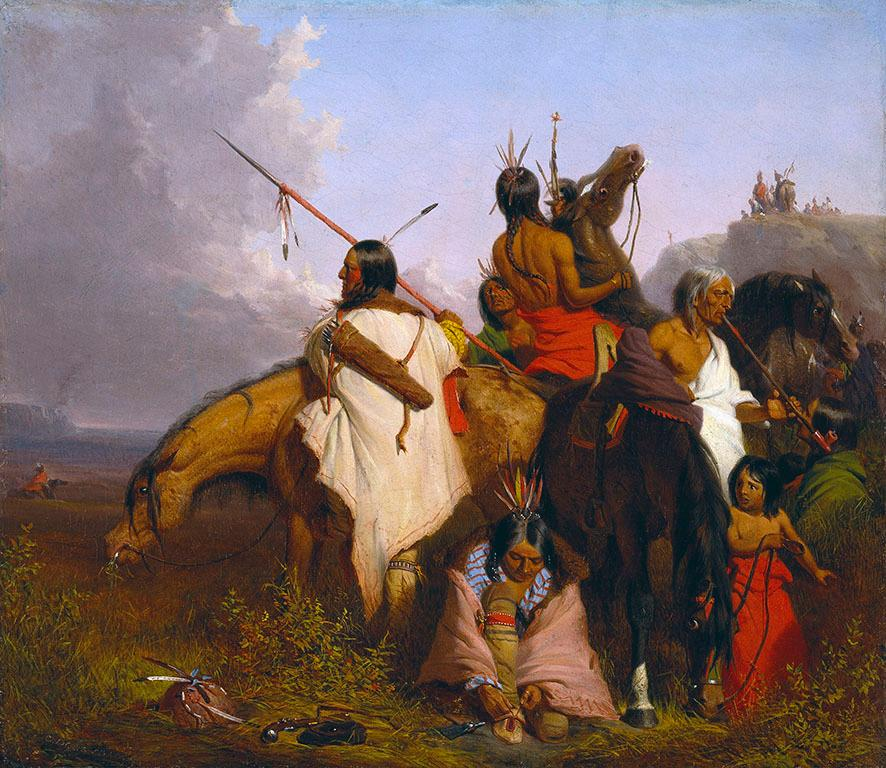
Charles Deas: Um grupo Sioux, 1845. Amon Carter Museum

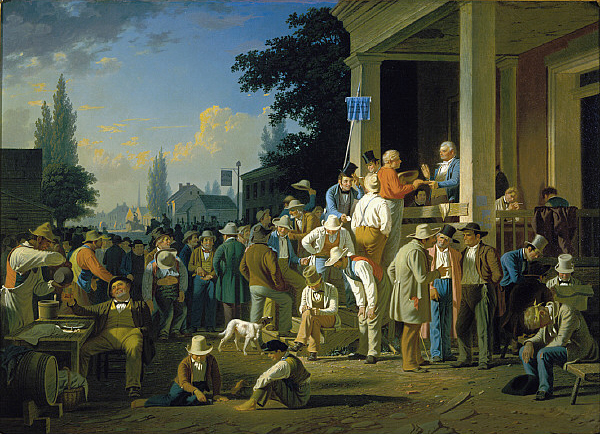
George Bingham: A eleição no condado, 1852. Saint Louis Art Museum
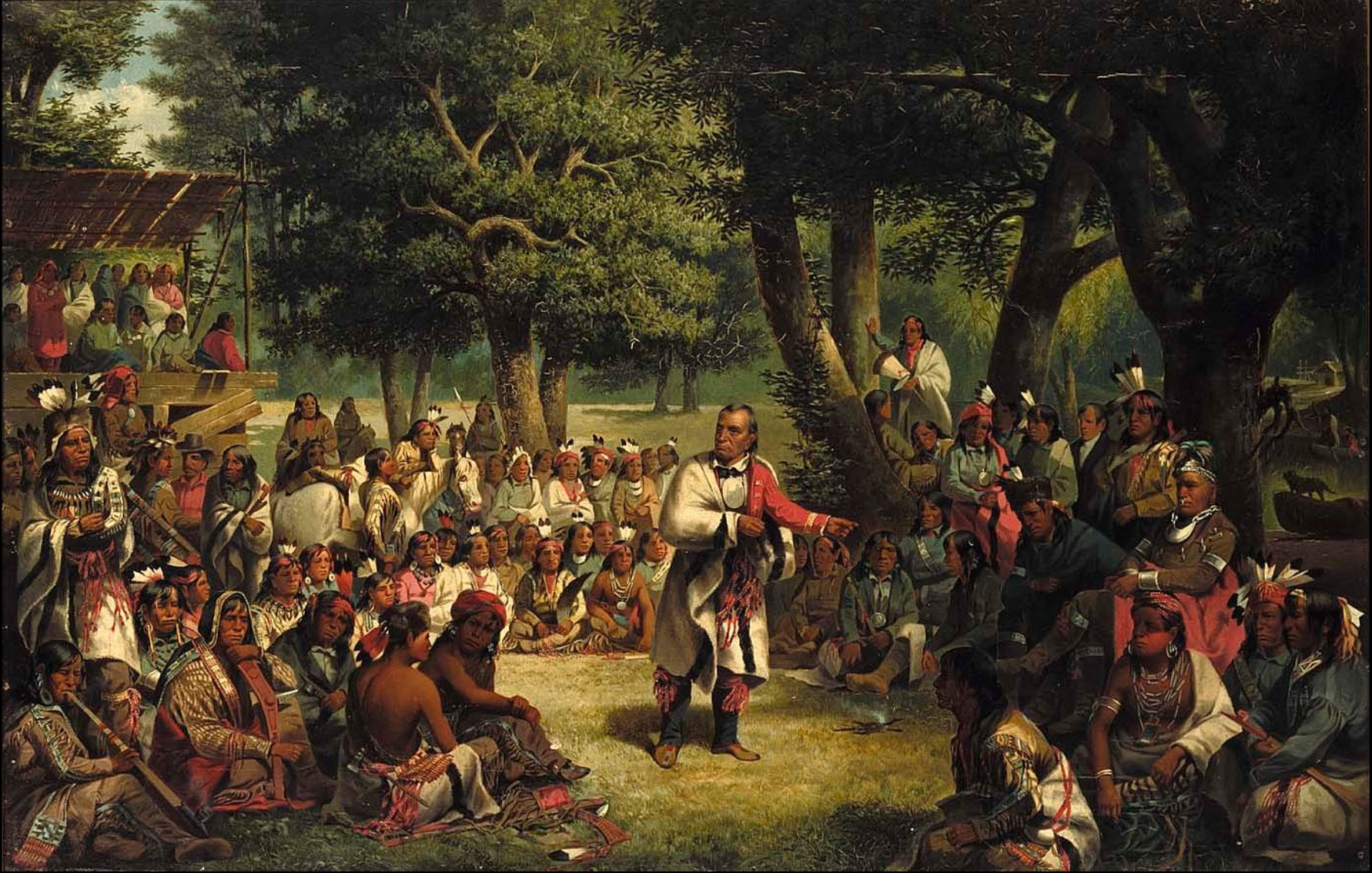
John Mix Stanley: O julgamento de Red Jacket, 1869. Smithsonian American Art Museum
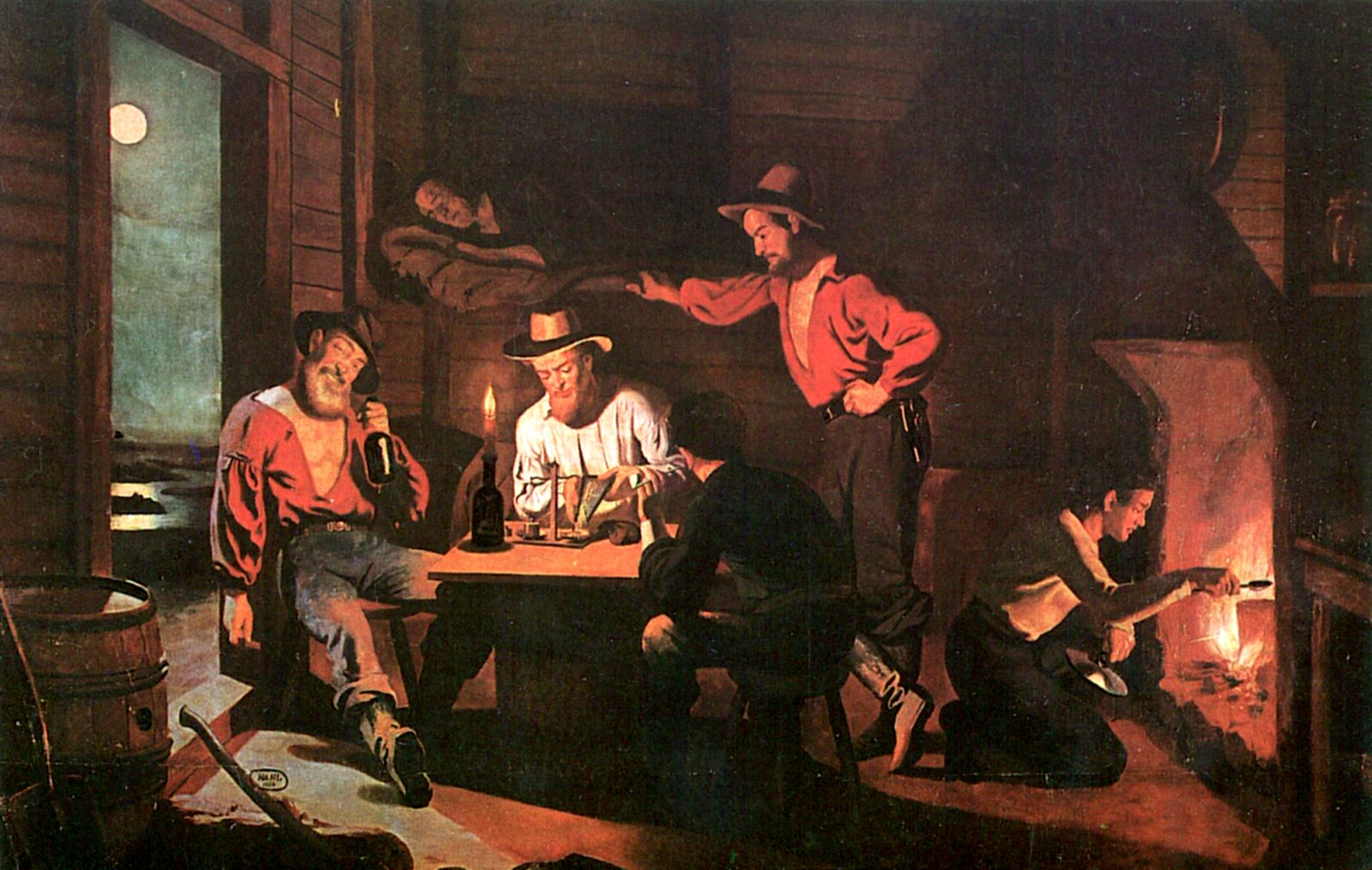
Charles Nahl: Noite dos mineiros, 1872. Stanford University Art Gallery
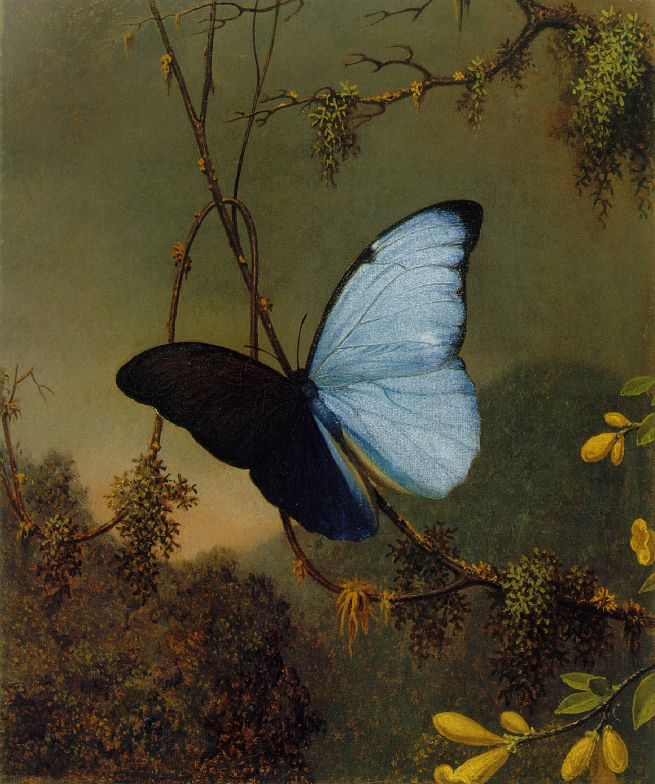
Martin Johnson Heade: Borboleta Morpho

## Em direção à modernidade
Na metade do século XIX a economia americana estava alcançando altos níveis de desempenho, ficando atrás apenas da Inglaterra e da França na área de manufaturas. A tecnologia avançava impulsionando a indústria nas grandes cidades e facilitando as comunicações e o transporte, interligando pontos distantes do país e este com o resto do mundo, e acelerando a conquista do oeste e da costa do Pacífico. A população entre 1814 e 1860 quase quadruplicou, chegando a cerca de 30 milhões de pessoas, em parte devido ao intenso afluxo de novos imigrantes. Também a educação atingia um círculo maior, com 90% da população branca alfabetizada e ávida por leitura, e por isso participando mais ativamente numa fase de cosmopolitização da sociedade local. A classe média emergia assim para assumir um lugar importante no desenvolvimento da pintura, já sendo capaz de compreender e apreciar os avanços estéticos que se traziam da Europa, como o Impressionismo. Mas, paradoxalmente, impulsionada por um desejo de ascensão social, continuava a apreciar expressões tradicionais como o retrato de feição aristocrática, as cenas de gênero e as naturezas-mortas.

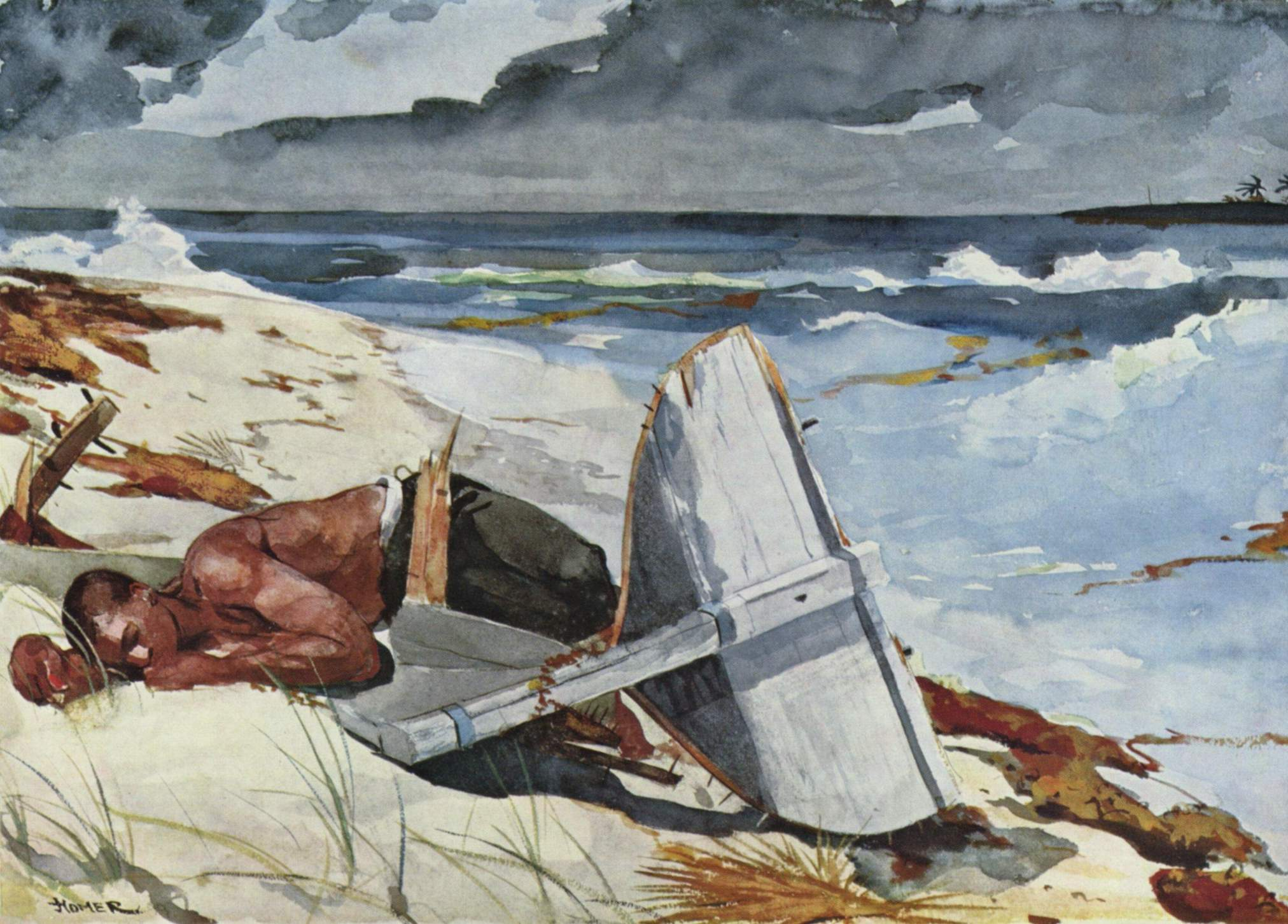
Winslow Homer: Após o tornado, 1899. Art Institute of Chicago

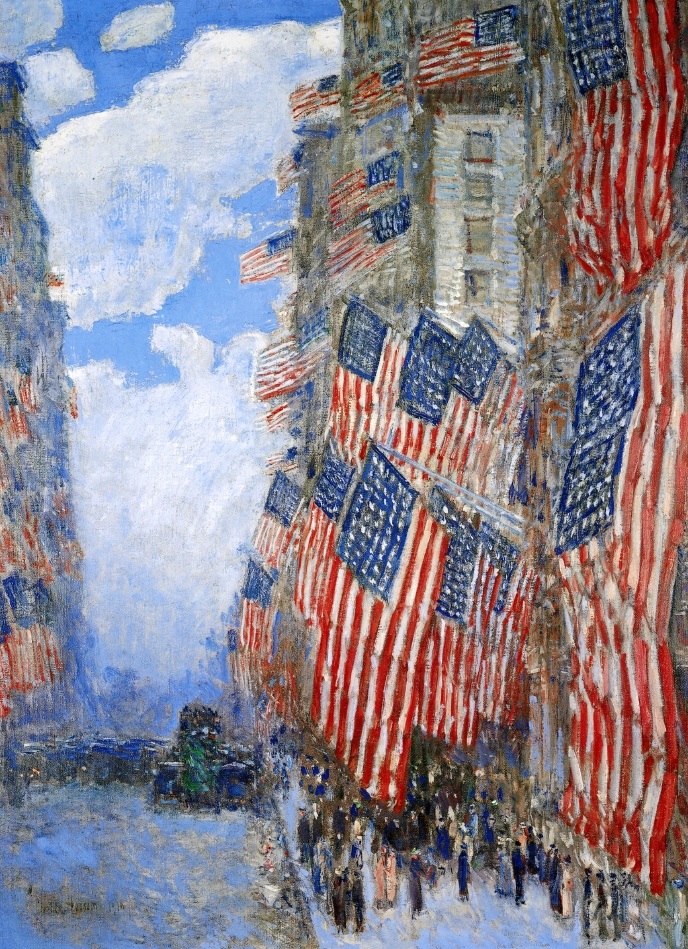
Childe Hassam: O 4 de julho, 1916

Enquanto a Escola do Rio Hudson entrava em declínio, um movimento de renovação na pintura se fazia notar na obra de artistas influenciados por Barbizon, como George Inness, Leon Dabo e outros tonalistas, que praticavam um paisagismo evanescente com tons rebaixados, buscando efeitos sutis e poéticos de atmosfera e luz. Independentes também deram uma contribuição importante, como Edward Mitchell Bannister com seus retratos e temas pastorais, James Carroll Beckwith e seu internacionalismo, Frederick Arthur Bridgman preferindo assuntos do oriente, Kenyon Cox, Charles Sprague Pearce, Francis Davis Millet, Maxfield Parrish e Henry Oliver Walker praticando um Simbolismo alegórico que ora era afim da Art Nouveau ora ressuscitava o Neoclassicismo.
Reações também aconteceram na formação de grupos dissidentes da National Academy of Design, como o que fundou em 1875 a Art Students League of New York, e o integrado por Albert Pinkham Ryder, John LaFarge, Julian Alden Weir e outros, que em 1877 criaram a Society of American Artists, de tendências impressionistas, que logo se fragmentou para originar o grupo The Ten, em nova dissidência.
O período de florescimento do Impressionismo nos EUA coincidiu com uma paixão generalizada pela França e pela atraente efervescência de sua vida cultural, onde em torno do estereótipo do "artista-boêmio" formou-se uma aura de enorme fascínio para a nova geração de pintores americanos. Muitos deles acorreram para Paris, e desenvolveram significativa atividade ali, para depois voltando à terra natal, introduzir-lhe as novidades.  Esta escola rápido caiu nas graças das elites que até há pouco colecionavam arte europeia tradicional, e por volta de 1890 estava firmemente estabelecida, surgindo diversas comunidades de impressionistas na costa leste. Foi o estilo de passagem entre a tradição figurativa acadêmica e as inovações modernas, e seus praticantes por um lado vibravam com a percepção do progresso e expressavam isso com uma nova técnica pictórica e uma nova temática, mas por outro sentiam uma nostalgia do passado que lhes era familiar. Alguns dentre os impressionistas norteamericanos: Childe Hassam, John Singer Sargent, Willard Metcalf, Julius LeBlanc Stewart, Mary Cassatt, Theodore Robinson e John Twachtman..
Ao mesmo tempo, com uma visão diferenciada, estavam realistas como Thomas Eakins e Winslow Homer, herdeiros da técnica da Escola do Rio Hudson mas escolhendo uma abordagem mais direta e verídica de seus sujeitos, divergindo também na temática. Eakins fixou-se na figura humana, deixando notável série de retratos e imagens de desportistas em ação, e Homer, considerado por muitos o maior pintor norteamericano do século XIX, dedicou-se à representação da luta dos marinheiros contra o mar e do diálogo entre a fragilidade e transiência da vida humana e a atemporalidade da natureza. Sua escola realista sobreviveria até o início do século XX, para então centrar-se no retrato das cidades e seus problemas sociais.
Uma derivação de grande interesse do Realismo é a dos pintores que levaram os pressupostos desse estilo ao extremo, chegando a produzir obras cuja verossimilhança com a natureza busca a precisão da fotografia. Seus mais excelentes representantes são De Scott Evans, John Haberle, William Harnett e John Frederick Peto. Suas pinturas, de uma técnica impecável, se caracterizam pelo arranjo aparentemente caótico ou casual dos objetos reunidos na tela, mas de fato uma observação mais atenta revela que há um enorme rigor intelectual na ordenação da composição em busca de um equilíbrio de grande força e ao mesmo tempo refinada sutileza. Cada item recebe execução detalhada. Os objetos usualmente se mostram em seu tamanho real e raramente são cortados pelas bordas do quadro, uma vez que isso imediatamente evidenciaria que se trata de uma pintura. Outros recursos que aumentam a ilusão de realidade são o hábil manejo das sombras e do espaço.
Na alvorada do século XX o Realismo norteamericano atinge sua fase de maior expansão. Com cerca de 40% da população concentrada em centros urbanos, naturalmente o interior deixa de ser o tema preferencial dos pintores e a própria pintura se urbaniza. Um importante realista e professor, Robert Henri, se torna o fulcro dessa mudança. Junta mais sete estudantes e forma o grupo The Eight, cuja primeira exposição, na Macbeth Gallery de Nova Iorque em 1908, causou sensação. Eram eles, além de Henri, Arthur Bowen Davies, Maurice Prendergast, Ernest Lawson, William Glackens, Everett Shinn, John French Sloan e George Luks.
Com suas telas de docas portuárias, cenas do poluído e apinhado cotidiano citadino, dos bairros pobres com seus edifícios decadentes e multidões de operários, bêbados e prostitutas, logo alguns passam a ser conhecidos como a Ash Can School (ou Ashcan), cujo nome, em tradução livre, significa "escola da lata de lixo". A Ash Can não foi um grupo realmente organizado nem unido em termos de estilo. Seus primeiros integrantes, que estavam associados aos The Eight, incluíam Henri, Glackens, Luks, Shinn e Sloan, mas logo o nome se aplicou a Edward Hopper, George Bellows, Mabel Dwight e vários outros. Em sua ostensiva oposição ao Impressionismo e em sua recusa à tradição acadêmica, são considerados os fundadores da pintura moderna nos EUA.

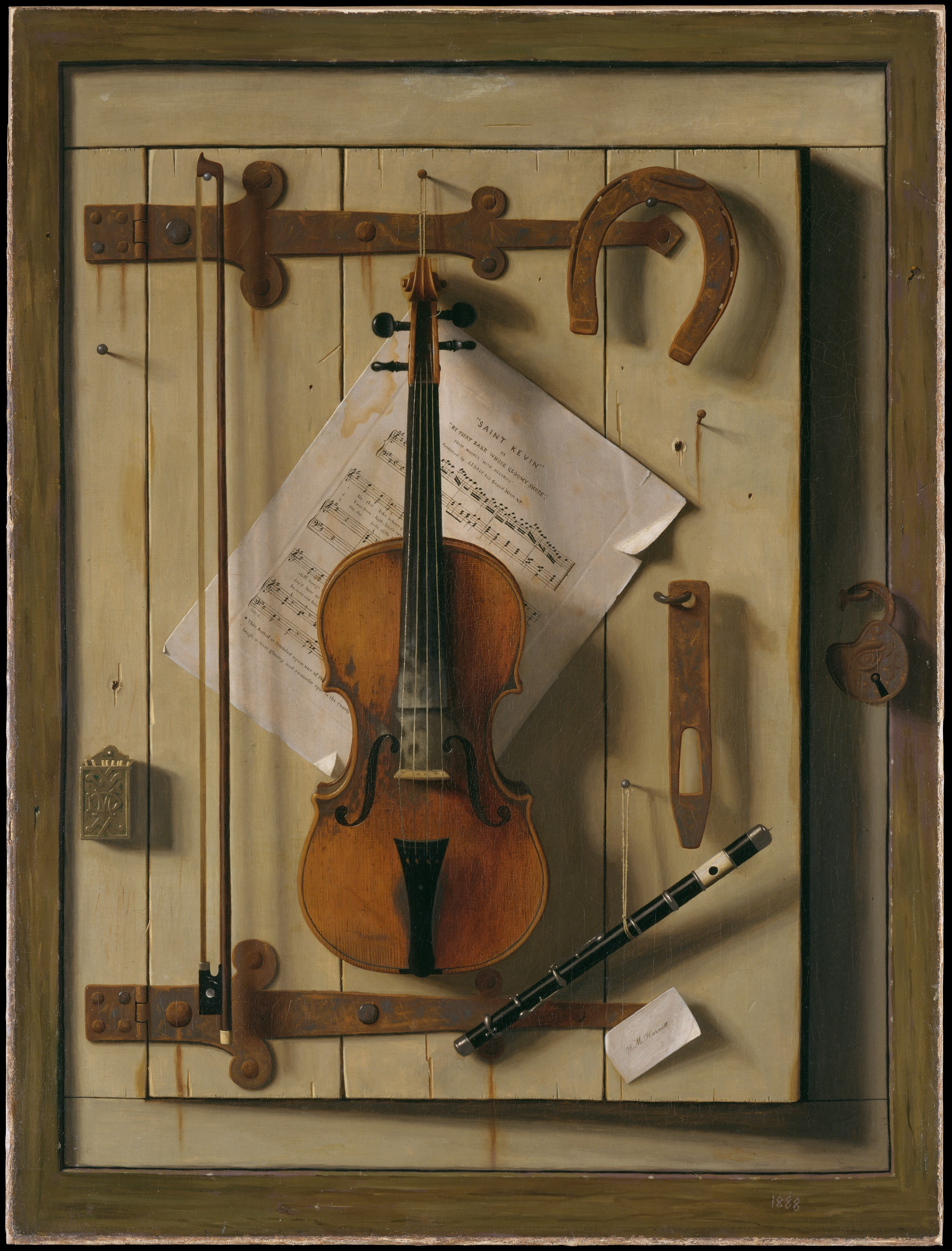
William Harnett: Natureza-morta com violino e partitura, 1888
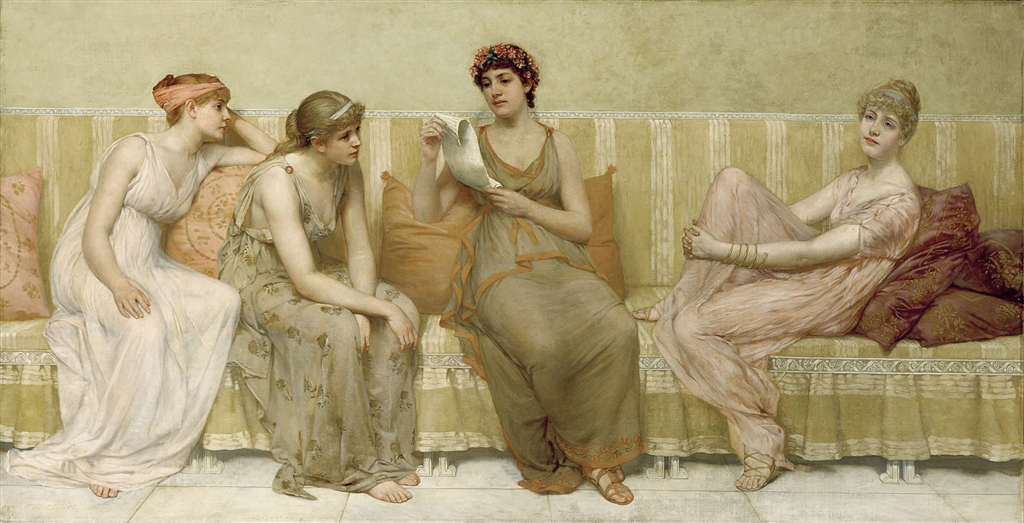
Francis Millet : Lendo a história de Oenone, 1892. Detroit Institute of Arts
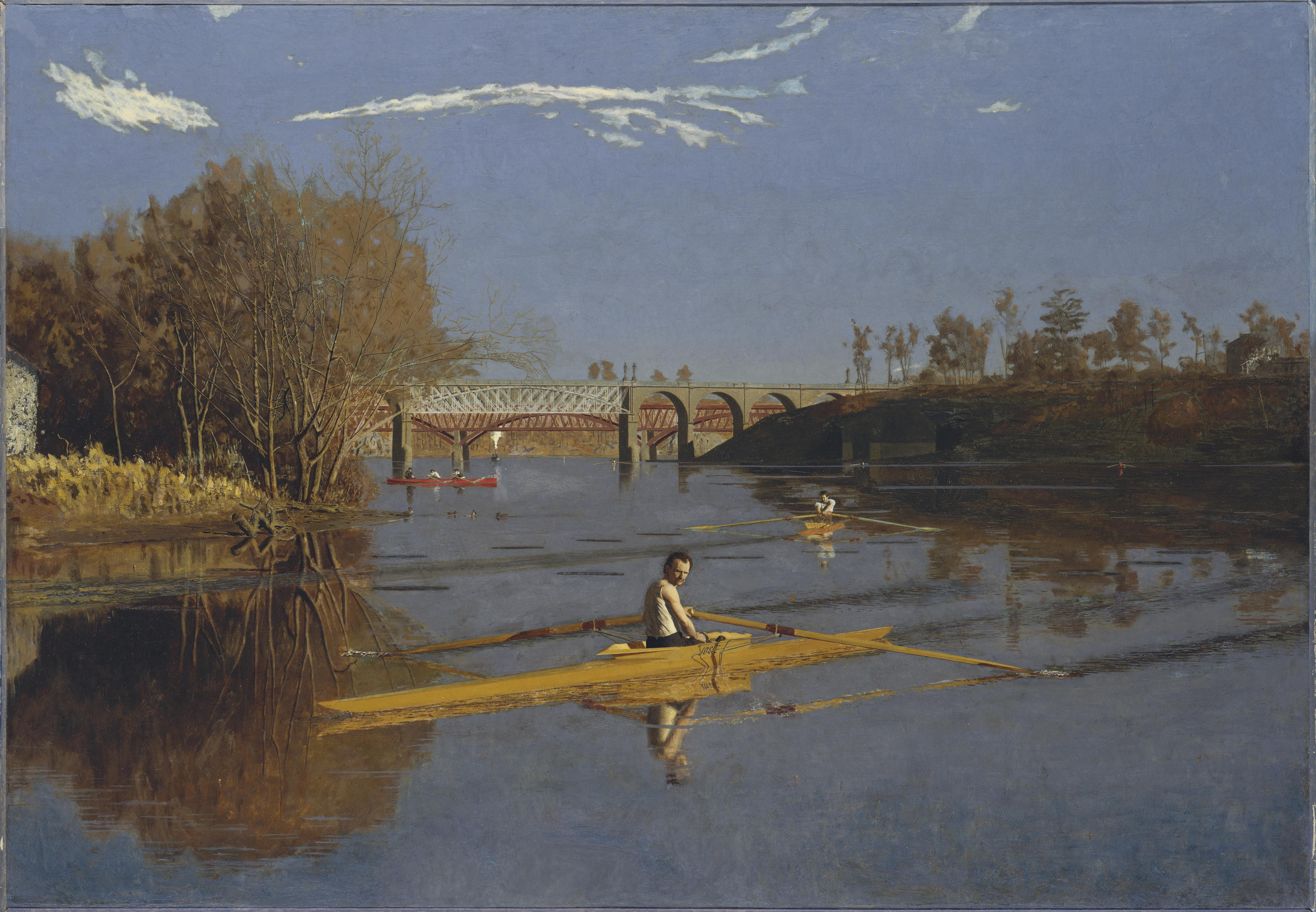
Thomas Eakins: Max Schmitt em uma regata individual, 1871. Metropolitan Museum of Art
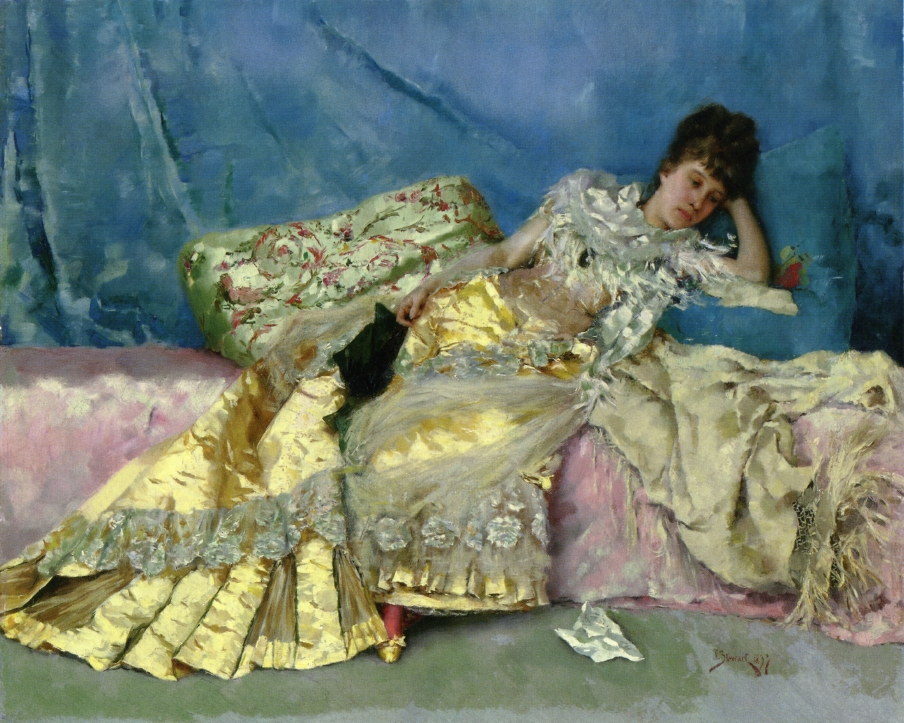
Julius Stewart: Dama em um divã rosa, 1877

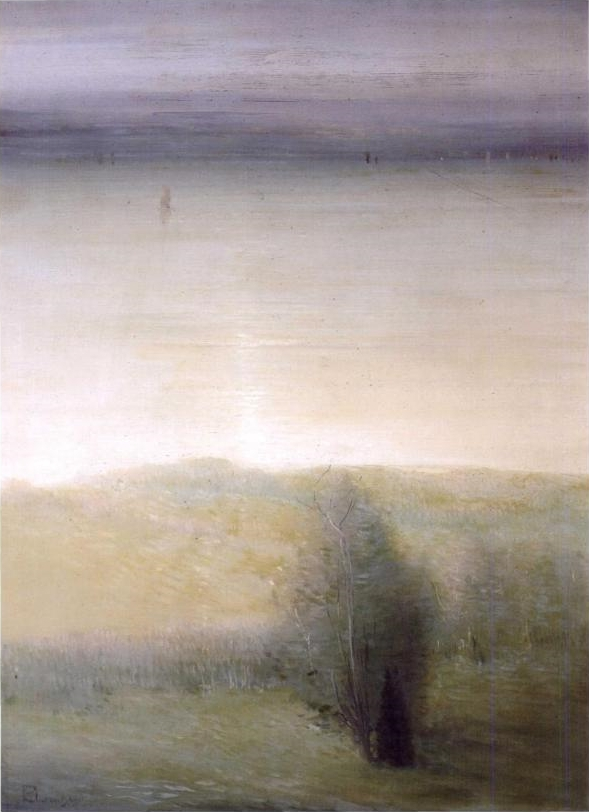
Leon Dabo: Primavera no rio Hudson, 1912
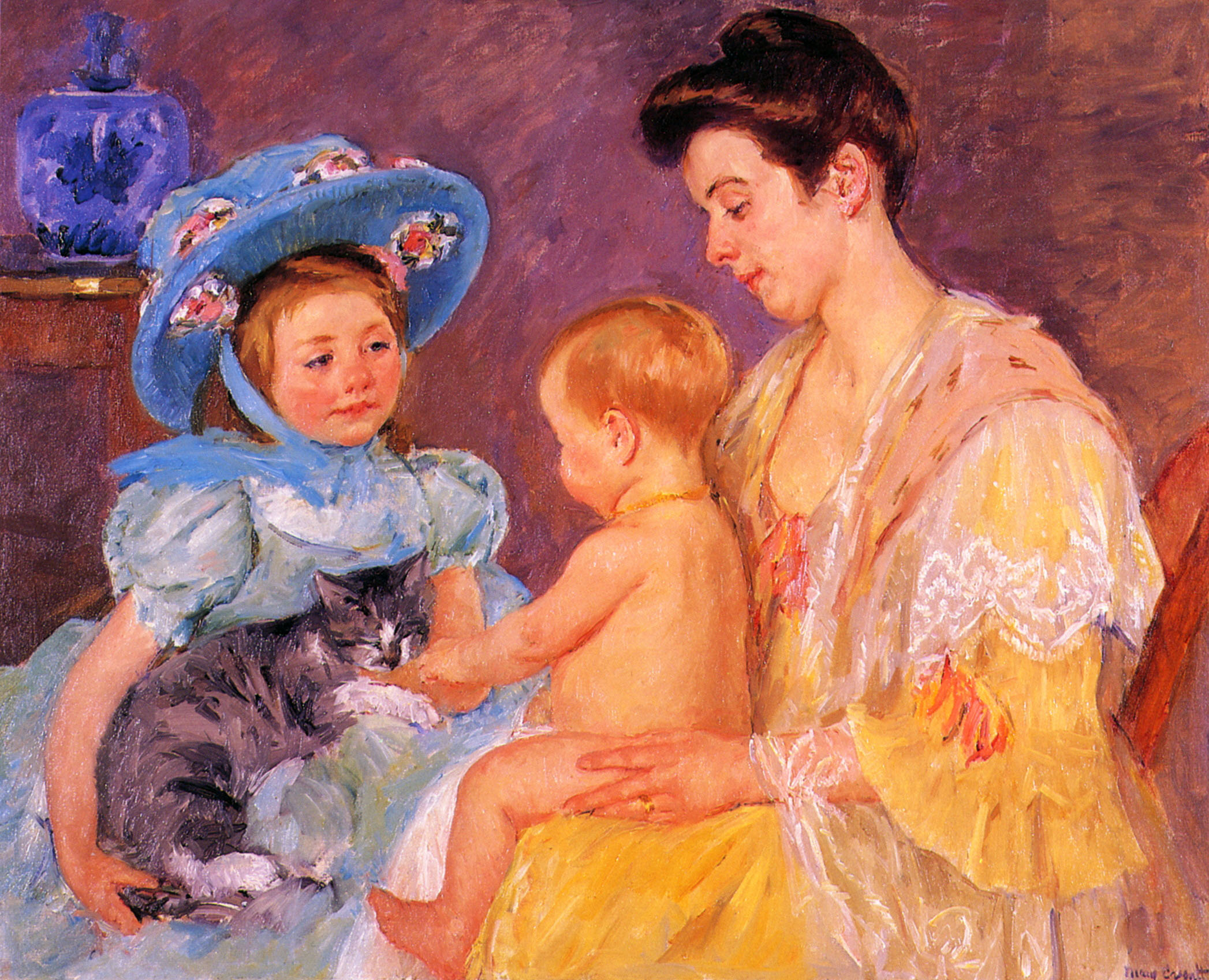
Mary Cassatt: Crianças brincando com um gato, 1908
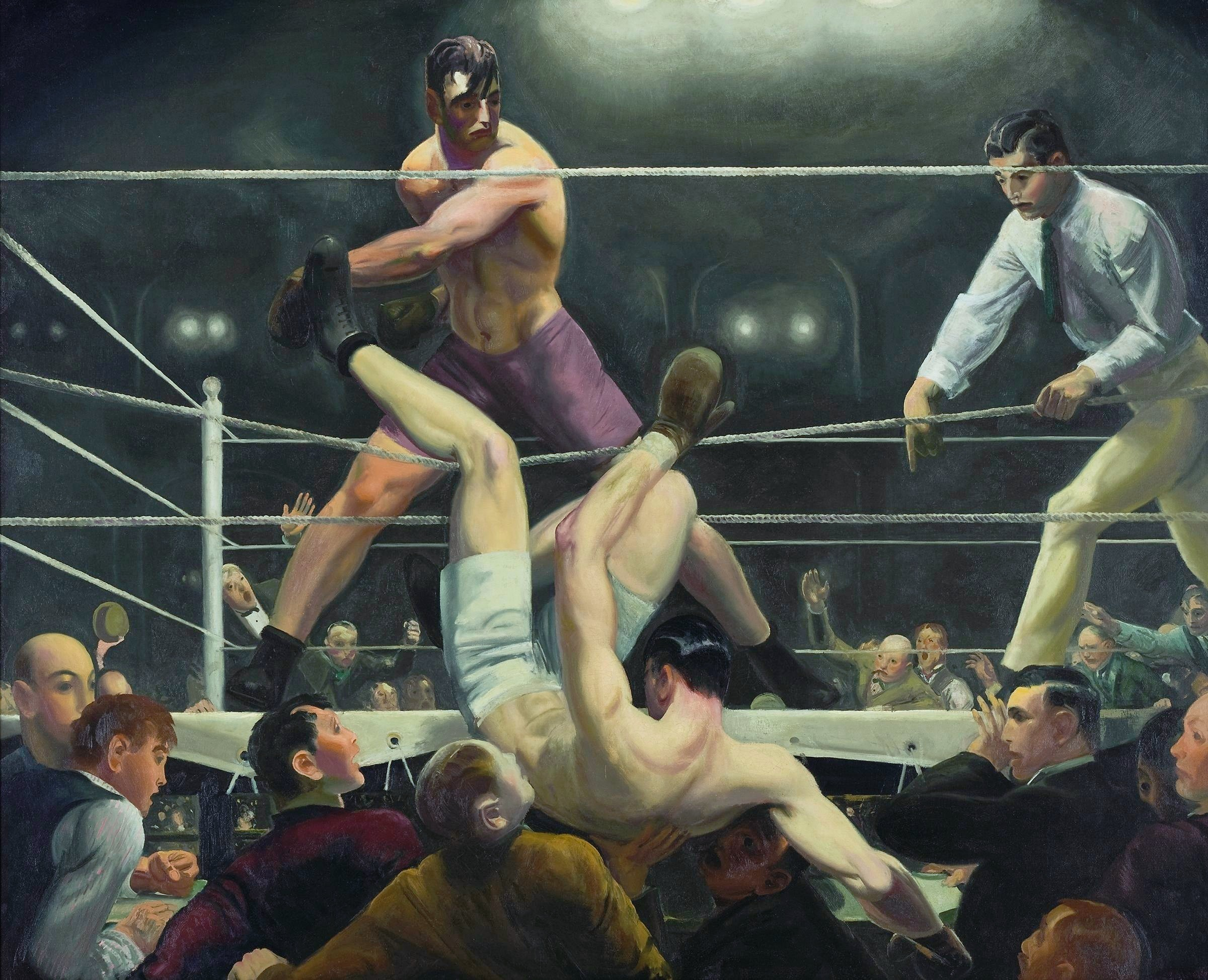
George Bellows: Dempsey e Firpo, 1924

## Modernismo
A diversidade de tendências que aparecem na virada do século era sintomática de uma crise de valores tanto na arte como na sociedade, e do desejo de uma renovação completa. Reagia-se contra o historicismo e convencionalismo do modelo artístico acadêmico que dominara desde fins do século XVIII, contra os regionalismos e nacionalismos que já não faziam sentido numa era internacionalista de acelerado progresso tecnológico e que dava margem a grandes sonhos de progresso cultural e social. Questionava-se o valor da Religião, do Estado, do comportamento burguês, das formas de arte figurativa que pareciam se referir a uma cultura decadente e conservadora. A literatura e o teatro quebravam tabus estéticos e temáticos, as mulheres reivindicavam direitos políticos, e a atmosfera geral era de intensa agitação, abalando os fundamentos de todo um universo cultural tradicional que evidentemente estava à beira do colapso. A I Guerra Mundial não passou, em certo sentido, do resultado previsível desse conflito, como espelho da busca por uma abertura social que a cultura já prefigurava na multiplicação dos estilos artísticos.
Neste ínterim, em 1913 acontecia em Nova Iorque uma exposição que é por muitos considerada o marco inaugural do Modernismo norteamericano. Realizada nos arsenais da Guarda Nacional, foi conhecida como a Armory Show. Foi organizada pela Association of American Painters and Sculptors e apresentou a arte moderna internacional (Impressionismo, Fauvismo, Cubismo) para o grande público, até então mais acostumado ao Realismo e às derradeiras manifestações do Academismo. A exposição causou um choque tremendo na cultura novaiorquina, e logo repercutiu nacionalmente. Não demorou para que os artistas fossem acusados de embusteiros, imorais, insanos e anarquistas. Apesar dos protestos até do presidente Theodore Roosevelt, as autoridades não interferiram, e a influência do evento sobre os artistas locais foi enorme, estimulando a formação de grupos de vanguarda, as pesquisas estéticas mais radicais e a assimilação de elementos da cultura negra, caribenha, asiática e outras, até então desprezadas.
Logo em seguida se formam diversos grupos cuja meta central é desenvolver um Abstracionismo pleno inspirado no Cubismo e no Suprematismo europeus. Muitos são os artistas ativos nesse momento de transformação radical da visualidade, aqui citamos apenas um punhado: Georgia O’Keeffe, Paul Strand, Max Weber e Abraham Walkowitz, Stanton Macdonald-Wright, Patrick Henry Bruce, Morgan Russell, Joseph Stella, Charles Sheeler, Andrew Dasburg, Charles Demuth, Arthur Dove. Eles são a origem do que se conheceria mais tarde como a Escola de Nova Iorque.
O movimento negro também adquire força através da chamada Renascença do Harlem, centrada na defesa dos direitos humanos e na correção das desigualdades sociais que afligiam as comunidades afro-americanas. Seus líderes foram Aaron Douglas e o fotógrafo James VanDerZee, contando com a participação de muitos outros como Romare Bearden, Jacob Lawrence e Palmer Hayden. 
A vitória dos EUA na I Guerra foi decisiva para que o Modernismo norteamericano se desenvolvesse de uma forma distinta do seu correspondente europeu. Longe do terror que se abateu sobre a Europa e com uma economia impulsionada pela indústria, os Estados Unidos saem da guerra numa posição fortalecida no cenário mundial, originando um sentimento geral de autoconfiança e indiretamente estimulando as vanguardas como uma forma de assegurar a independência cultural em relação à Europa. Esse clima de otimismo não desapareceu de todo ao longo da Grande Depressão de 1930, ainda que encontrasse céticos especialmente entre a geração mais velha dos modernistas, que em parte se retraiu. Apesar da falência da economia, os programas de ajuda social do New Deal lançados pelo governo contemplam também os artistas, e eles se sentiram unidos em torno de um objetivo comum de reconstrução nacional e de fazer uma arte americana para os americanos. É a fase do muralismo norteamericano, inspirado na tradição renascentista italiana e no exemplo do muralismo socialmente engajado dos mexicanos Diego Rivera, José Orozco e David Siqueiros. A conclusão da ferrovia Santa Fe Railroad em 1935 integrou definitivamente o país interligando a costa oeste com a costa leste. Em torno de Santa Fe e Taos se formam comunidades de artistas importantes cujos temas focavam a paisagem e o povo local.
A despeito do esforço governamental no sentido de elevar o ânimo da nação, o encanto da primeira geração moderna com o progresso, que parecera inabalável e ilimitável, em parte se quebrara. A pintura dessa fase teve muito, então, de realismo, resgatando a figuração e retratando o povo americano nas circunstâncias difíceis que atravessava, ora com dureza, cinismo e ironia, ora com uma compaixão pungente. Thomas Hart Benton, Grant Wood, Honoré Sharrer, Jacob Lawrence, Ben Shahn, Paul Cadmus, Andrew Wyeth e Edward Hopper exemplificam bem a atmosfera de sentimentos ambivalentes da época, em parte desiludidos, em parte esperançosos com as possibilidades futuras de renovação de um país que apesar de todos os percalços tinha uma grandeza tão promissora.

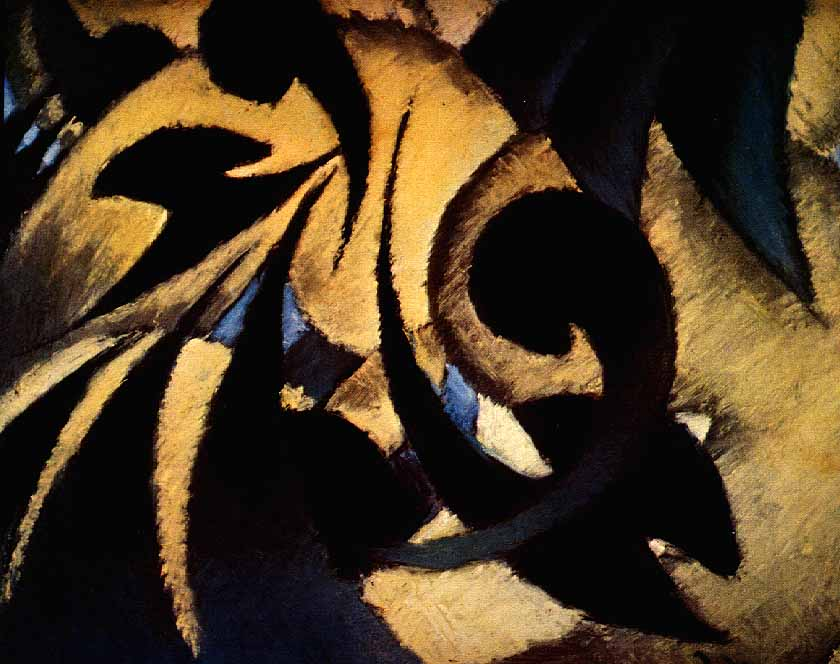
Arthur Dove: Natureza simbolizada, 1911
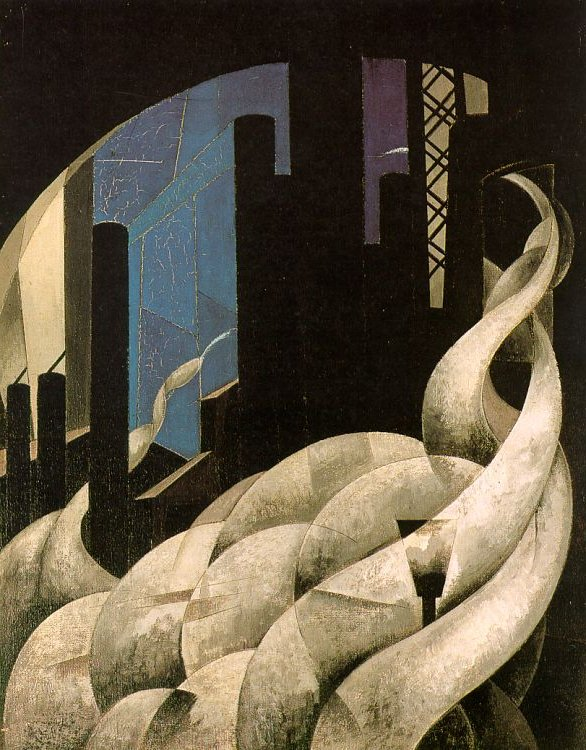
Charles Demuth: Incenso de uma nova Igreja, 1921
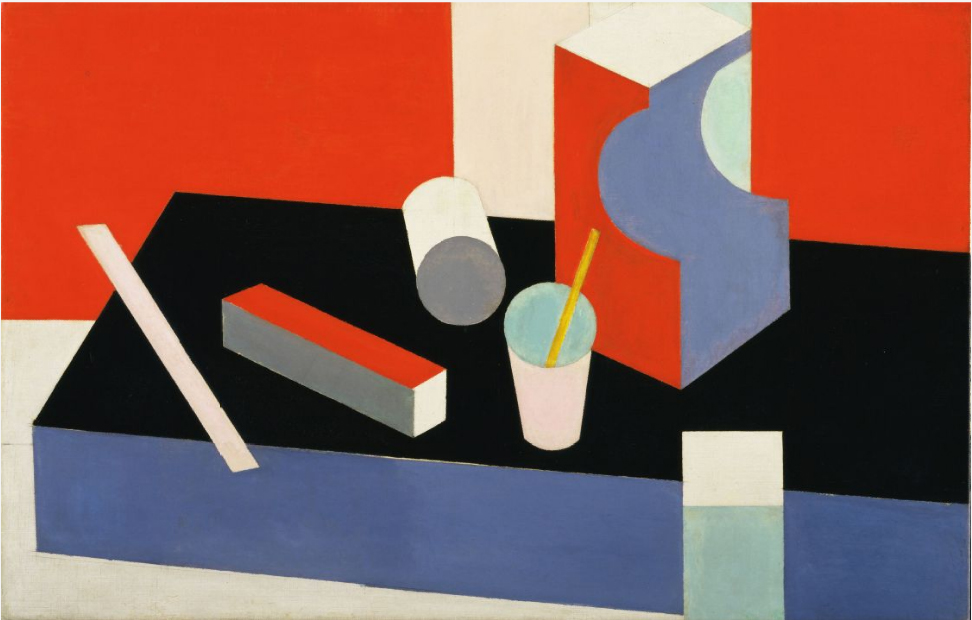
Patrick Henry Bruce: Pintura, c. 1929-30. MoMA
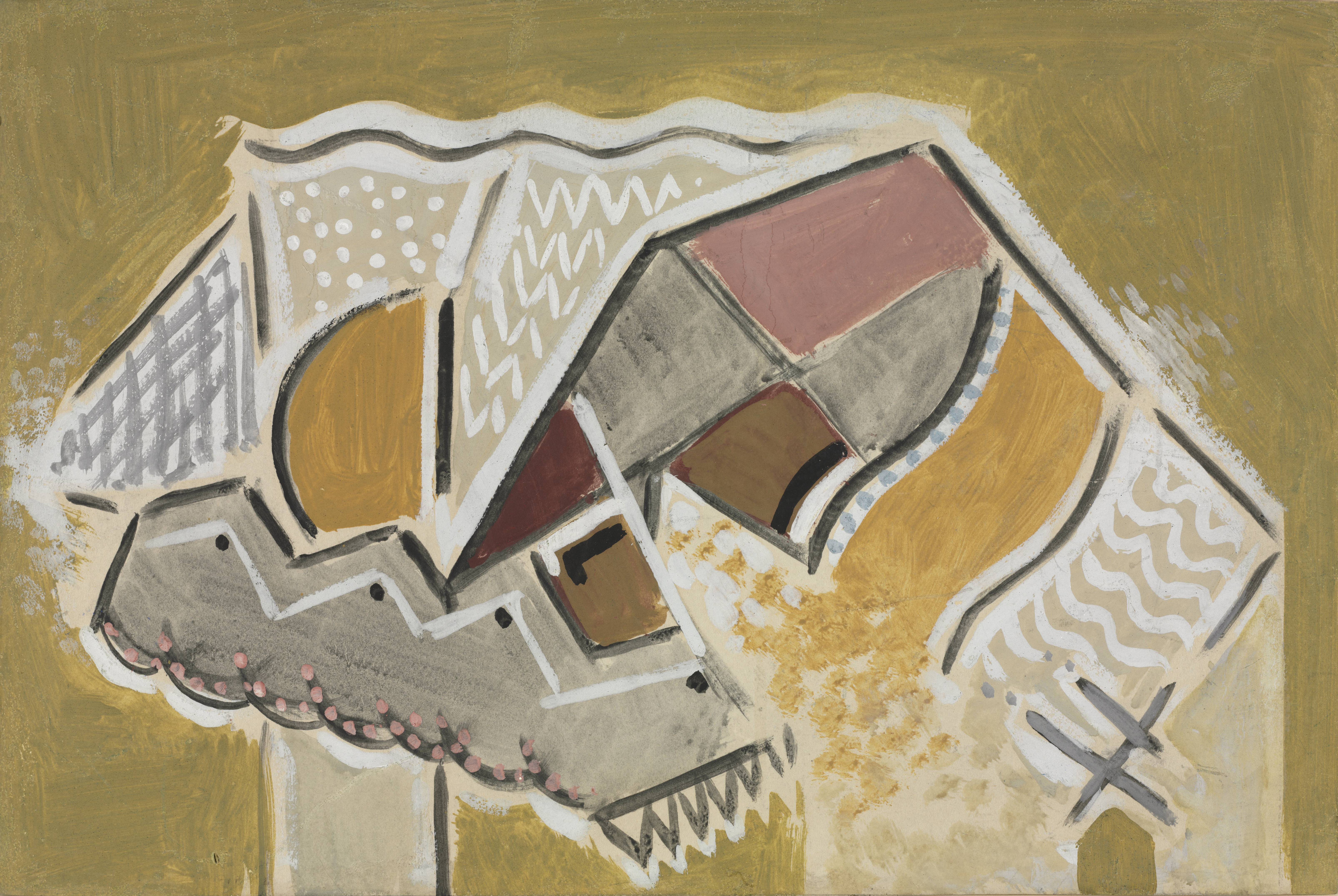
Alfred Maurer: Natureza-morta bege, c.1932

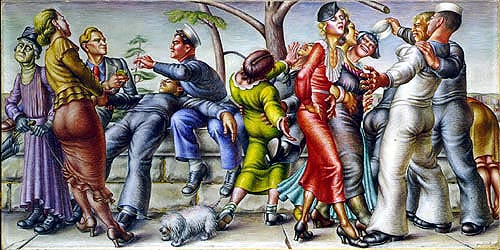
Paul Cadmus: Marinheiros, 1934. Navy Art Gallery
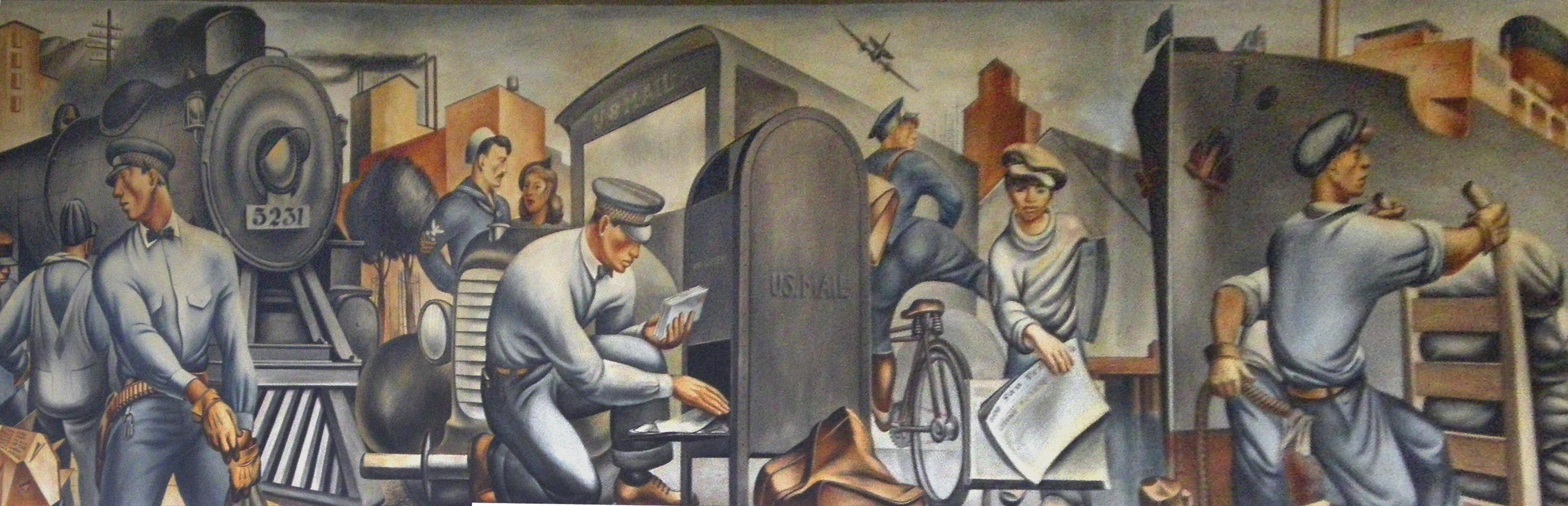
Detalhe do Mural dos Carteiros, agência de correio de San Pedro, Califónia

## A geração do pós-guerra
Os trinta anos que sucederam a II Guerra Mundial observaram uma multiplicação ainda mais vasta de escolas e correntes pictóricas. Apesar da dificuldade que envolve historiografar esse complexo período, onde as mudanças acontecem com grande rapidez e os artistas transitam com facilidade entre uma e outra forma de expressão, podemos dividir as tendências principais em cinco grandes frentes: a Abstração, a Arte pop, a Arte conceitual, o Hiper-Realismo e o Neo-Expressionismo.

### Abstração
Com o sucesso na II Guerra Mundial os Estados Unidos se projetam como uma superpotência e Nova Iorque se torna a nova "Meca" das artes. Doravante, até os dias de hoje, a maior parte dos avanços importantes na pintura acontece em solo americano. O Abstracionismo que se desenvolve então, embora não fosse uma novidade em essência, já tendo sido praticado com êxito nos EUA pela primeira geração moderna, adquire um novo fervor, com a ajuda indireta do clima repressivo e da censura política da época do Macartismo, que fazia com que muitos se sentissem isolados e alienados de sua própria cultura. Harold Rosenberg, influente crítico da época, assim descreve o estilo:
"Em certo momento a tela começou a parecer para sucessivos pintores americanos como uma arena onde atuar, antes do que um espaço sobre o qual reproduzir, redesenhar, analisar ou "expressar" um objeto, verdadeiro ou imaginário. O pintor já não iniciava seu trabalho com uma imagem prévia na mente; ele ia com seu material de pintura na mão para diante de um outro material à sua frente. A imagem seria o resultado desse encontro".

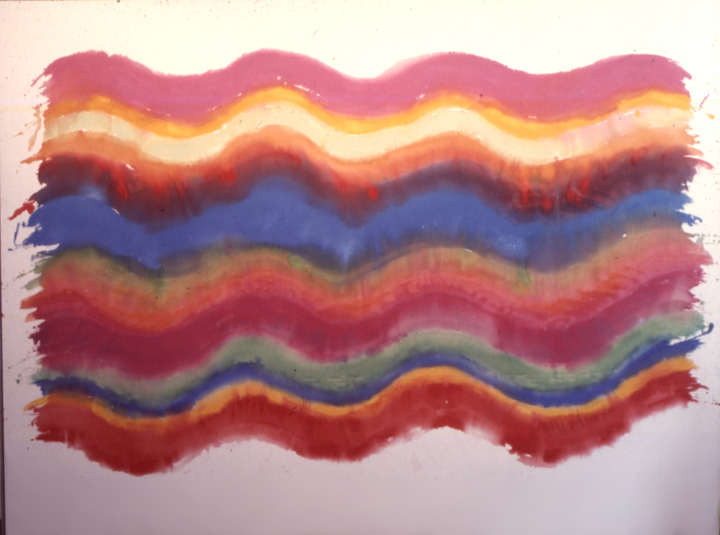
Pat Lipsky: Spiked Red, 1970

Assim se tornavam elementos centrais dessa nova versão do Abstracionismo a cor, as formas, a materialidade e o movimento do próprio ato de pintar, donde o nome que se deu a essa escola: Action painting, ou "Pintura de ação". Jackson Pollock nos anos 1950 tipifica a prática: estendia uma grande tela no chão e ia caminhando sobre ela e derramando tinta, em uma atuação que não deixava de ter conotações ritualísticas e simbólicas. Foi uma prática influenciada pelo Surrealismo, uma vez que diversos autores defendiam a expressão das forças do inconsciente coletivo, sendo o automatismo, o acaso e a espontaneidade na execução dados importantes.
Ao contrário dos tempos anteriores, onde a crítica de arte se fazia sobre princípios estéticos, agora o julgamento passava a se basear mais no gosto popular, apoiando grupos antes à margem do circuito oficial, buscando contextualizar a produção recente contra um panorama de tempo e sociedade atuais onde ela acontecia. Abandonava-se o conceito de "grande arte", democratizando as expressões artísticas e incluindo a cultura antes marginalizada no ambiente da galeria e do museu.
O Abstracionismo se tornou a forma dominante de pintura nos EUA até os anos 1960, e se ramificou em uma variedade de subcorrentes que se sobrepõem e cuja definição clara é pouco consensual. Entre os expressionistas abstratos estavam Franz Kline, Jane Frank e Willem de Kooning, que também adaptou o estilo em obras semifigurativas. Robert Motherwell, Barnett Newman e Kenneth Noland exemplificam a pintura Color Field ("Campo de Cor"), expandindo o gesto e adotando largas áreas de cor, abandonando a agressividade e emocionalismo dos expressionistas e desenvolvendo uma ênfase na gestalt e na linguagem especificamente colorística. Mark Rothko passa desta tendência para uma abstração mais geometrizada e tranquila, dando origem ao Abstracionismo pós-pictórico de Gene Davis, Paul Feeley, John Ferren, Sam Francis, Helen Frankenthaler, Alfred Jensen, Morris Louis, Frank Stella e outros, que se distingiam pela superfície sem texturas evidentes, um desenho linear claro e contrastes vivos de cor.
De lá surge o Minimalismo, com sua rejeição da subjetividade e da gestualidade heróica do expressionismo abstrato, centrando suas pesquisas na fenomenologia da experiência da contemplação da obra, também enfatizando uma apreciação gestáltica. Suas pinturas têm planos de cor com limites definidos, usualmente em tons frios ou rebaixados, e uma construção auto-referencial. Praticaram nesta corrente Robert Mangold, Brice Marden, Agnes Martin e Robert Ryman. Outra variante é a pintura Hard-edge ("Bordas duras", ou "Limites nítidos") de Al Held, Ellsworth Kelly, Alexander Liberman, Ad Reinhardt, Jack Youngerman, Karl Benjamin, Helen Lundeberg e Lorser Feitelson, com sua economia de formas, concentração na cor e ausência de texturas, sobre telas de formatos pouco usuais.
A última derivação abstrata a aparecer nesse período foi a Op art, cujo nome é uma abreviatura de "Arte óptica", que define sua proposta de realizar uma arte onde os efeitos e ilusões puramente visuais são o centro do interesse, desejando escapar do subjetivismo da pintura dita "expressiva". Herdava a simplificação formal do Minimalismo, levava a geometrização ao extremo e elaborava sobre a falibilidade da compreensão pelo cérebro dos estímulos que os sentidos captam e sobre como a visão trabalha ao distinguir os planos da figura e do fundo. Dentre seus melhores representantes estão Victor Vasarely, Richard Anuszkiewicz e Bridget Riley.

### Pintura pop
Duas décadas depois do fim da guerra os EUA experimentavam uma fase de enorme prosperidade econômica, que em seu bojo trazia novos dados culturais e também muitos problemas sociais novos e ainda não resolvidos. Apesar da opulência da sociedade, ou por causa dela, o consumismo se tornava um hábito. Os negros ainda sofriam forte discriminação e se batiam por seus direitos civis, a Guerra do Vietnã deixava marcas profundas na sociedade, o crime e a violência chegavam a níveis sem precedentes. De outro lado, se popularizavam o  cinema e a TV como entretenimento e o rock and roll levava multidões ao delírio.

A cultura popular estava prevalecendo e em muitos pontos pouco se distinguia da erudita, e se massificava a cada dia. Igualmente era maciça a presença da publicidade, das artes gráficas - incluindo os quadrinhos - e dos novos meios de comunicação. De fato, a publicidade, tendo assimilado muitos recursos formais do Modernismo, atuava com grande qualidade estética e sofisticação. Assim, a pintura teve de procurar formas mais dramáticas de expressão para se distinguir no meio de uma verdadeira inundação de imagens do mundo comercial. Estava pronto o terreno para o aparecimento de outra grande corrente artística do pós-guerra, a Arte Pop.
A Arte Pop se caracteriza exatamente por ser uma expressão da cultura de massa, e nesse sentido pode ser considerada o movimento precursor da contemporaneidade. Mas não se inseriu passivamente em seu meio, apesar de ser toda ela feita da sua visualidade, antes foi uma arte fortemente crítica, tanto em direção à sociedade que a gerava quanto em direção aos preconceitos que existiam no próprio meio artístico a respeito do que era ou não arte. Robert Rauschenberg faz a passagem do Expressionismo abstrato para a Arte Pop incorporando objetos do cotidiano em suas pinturas. Roy Lichtenstein derivou sua pintura das histórias em quadrinhos, uma expressão tipicamente popular, as ampliou em grandes formatos e as levou para dentro da galeria, diluindo as fronteiras entre o popular e o erudito. Jasper Johns trabalhou sobre o mapa do país e a sua bandeira, e os transformou em pintura, dessacralizando ícones da cultura norteamericana. Andy Warhol, por sua vez, retratou indistintamente celebridades - Elvis Presley, Marilyn Monroe e outros - e objetos do cotidiano como latas de sopa e caixas de sabão, em forma de séries onde só variava a cor, patenteando o caráter massificador da fama e a cultura consumista de seu tempo, bem como denunciava - um tanto ambiguamente, sendo ele mesmo uma celebridade - o glamour ilusório que cercava os ídolos mais amados dos EUA. Sua série sobre acidentes de trânsito, e outra mostrando a cadeira elétrica, chocavam pela impessoalidade e ausência de julgamento moral. Empregava muitos auxiliares e sua técnica derivava da serigrafia e da foto, negando a primazia da individualidade e do gesto pessoal na criação artística e assimilando procedimentos industriais que possibilitavam a reprodução ad infinitum de suas telas. Outro grande nome é James Rosenquist, que levou os anúncios publicitários que o fascinavam a uma dimensão monumental, e Tom Wesselmann, embora tenha rejeitado o rótulo de "artista Pop" por fazer um uso estético e não-crítico do seu material, pode também ser visto como tal pela apropriação de ícones populares e de imagens do patriotismo estereotipado de então.

#### Psicodelismo

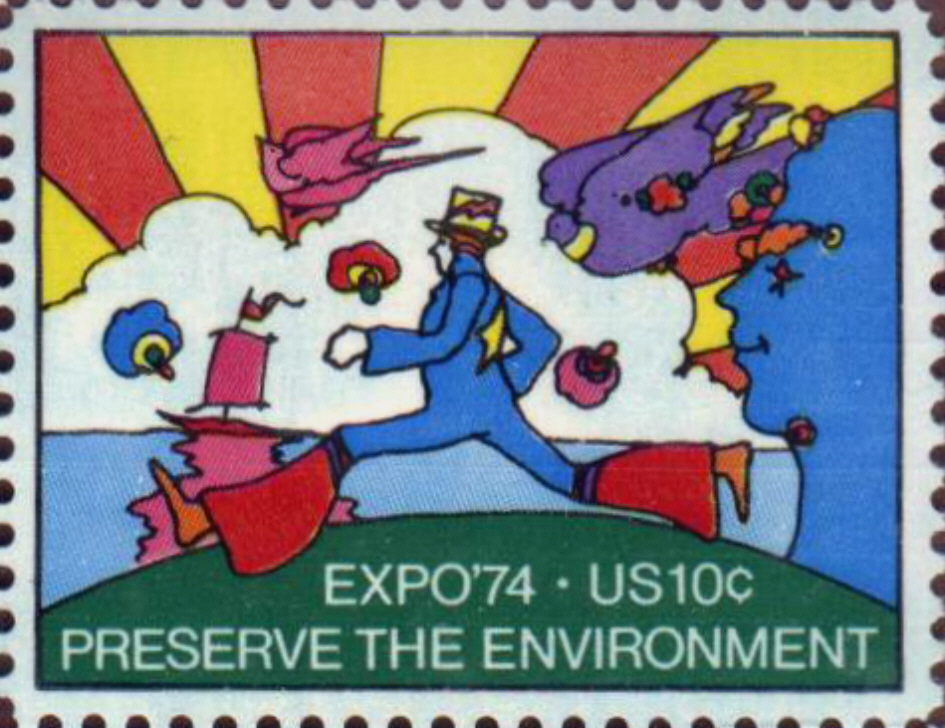
Selo comemorativo reproduzindo a obra de Peter Max Corredor cósmico, 1974

Um subproduto da cultura de massa que deixou um traço marcante nas artes visuais, podendo ser considerado uma derivação da Arte Pop ligada ao underground, à música, à contracultura e ao movimento Hippie, foi a experiência coletiva do Psicodelismo, que teve seu auge entre os anos 1960 e 70. Esse gênero de expressão dependia do estímulo químico de drogas como o LSD e a maconha para acontecer, mas sua filosofia se fundava no Surrealismo e na espiritualidade de culturas xamânicas como os indígenas, que em seus rituais faziam uso de alucinógenos como forma de estabelecer um contato com espíritos desencarnados e planos invisíveis da realidade. Apesar de estar intimamente ligada a um movimento de contestação da cultura oficial e ser uma arte em essência transgressora, tinha uma motivação positiva, e um dos lemas mais conhecidos que circulava na época entre eles era Make Love, not War ("Faça Amor, não faça Guerra"). San Francisco foi o principal centro nos EUA da arte psicodélica, e sua manifestação foi maior no terreno das artes gráficas, embora a pintura não tenha ficado imune à sua influência. Peter Max e Mati Klarwein foram dois dos mais interessantes adeptos dessa forma de pintura, com estilos bem distintos.

### Neo-expressionismo e Hiper-Realismo
O assíduo uso de colagens e o fácil trânsito entre o objeto e a pintura realizado pelos pintores Pop, junto com a progressiva desmaterialização da pintura operada pelos minimalistas e o exemplo do trabalho de Marcel Duchamp, fornecem os elementos para a formação de uma nova corrente, a dos artistas conceituais. Aqui a pintura como gênero autônomo virtualmente desaparece, já que o interesse maior é pela ideia que jaz por trás do objeto artístico e não pela sua materialidade ou narrativa explícita.
A ruptura com as antigas formas de criação, significação e apreciação da arte é assim completa. Suas virtudes foram a de expandir o campo filosófico da arte e a de fortalecer o elo entre artista e público, exigindo deste uma participação mais ativa na apreciação da proposta apresentada e mesmo em sua criação. Sol LeWitt e Joseph Kosuth foram os líderes do movimento.
Como reação tanto ao Pop impessoal como ao cerebralismo esotérico dos conceituais e a pintura abstrata, persistia, ainda que desprestigiada, uma pintura figurativa que continuava a tradição da arte pessoal e expressiva de Willem de Kooning e outros que não haviam aberto mão completamente da figura durante a evolução para o Expressionismo abstrato, e dos Pop que ainda cultivavam o gesto individual, como Jim Dine. Philip Guston, Richard Rappaport e Chaim Goldberg são bons exemplos da persistência da pintura figurativa expressiva durante sua fase de ostracismo e de sua recuperação em meados dos anos 1970.
A pintura neo-expressionista é sempre figurativa, e carregada de dramaticidade, tipicamente com o gesto amplo e bem visível. Na Europa uma das raízes desse movimento estava na Arte povera italiana, que se valia de materiais não-nobres para a criação artística, donde o nome, "Arte pobre". Mas em termos de temática a pintura Povera era bastante rica, tratando em geral de política e história. Nos EUA, aparentemente o Neo-expressionismo floresceu a partir do excesso de riqueza, pois o prestígio de que a pintura voltava a desfrutar no mercado favorecia a criação de grandes telas, dramáticas, grandiloquentes, mas o exemplo italiano não deve ser minimizado, tendo significativa importância para pintura norteamericana figurativa, em especial a partir dos anos 1980. Paralelamente, os Novos selvagens alemães também deram um impulso decisivo para uma recuperação completa da figuração expressiva nos Estados Unidos. Essas influências, baseadas em uma valorização de meios parcos para a criação, levou a que se conhecesse uma ramificação do Neo-expressionismo sob o nome de Bad painting, ou "Má pintura", por sua ênfase em formas primitivistas, distorcidas e intencionalmente feias. Outros neo-expressionistas locais são Chuck Connelly, Jean-Michel Basquiat e Eric Fischl.
Outra frente de contestação ao Minimalismo, à abstração e ao Conceitualismo foi a ressurgência de um estilo realista a partir do uso intensivo da fotografia durante o Pop. Realmente, seu primeiro nome nos EUA foi Foto-realismo, pois seus integrantes produziam uma pintura de extraordinário caráter realista, que se aproximava do efeito da fotografia, da qual faziam uso para colher as informações para a obra definitiva em tela. A escola apareceu no fim dos anos 1960, e imediatamente foi respaldada pelo mecenas Stuart M. Speiser, que encomendou uma grande quantidade de obras. Declinou na década seguinte mas ganhou nova força nos anos 1990 e permanece em voga até os dias de hoje. Seus primeiros praticantes foram Denis Peterson, Richard Estes, Charles Bell, Tom Blackwell, Ralph Goings e alguns outros.

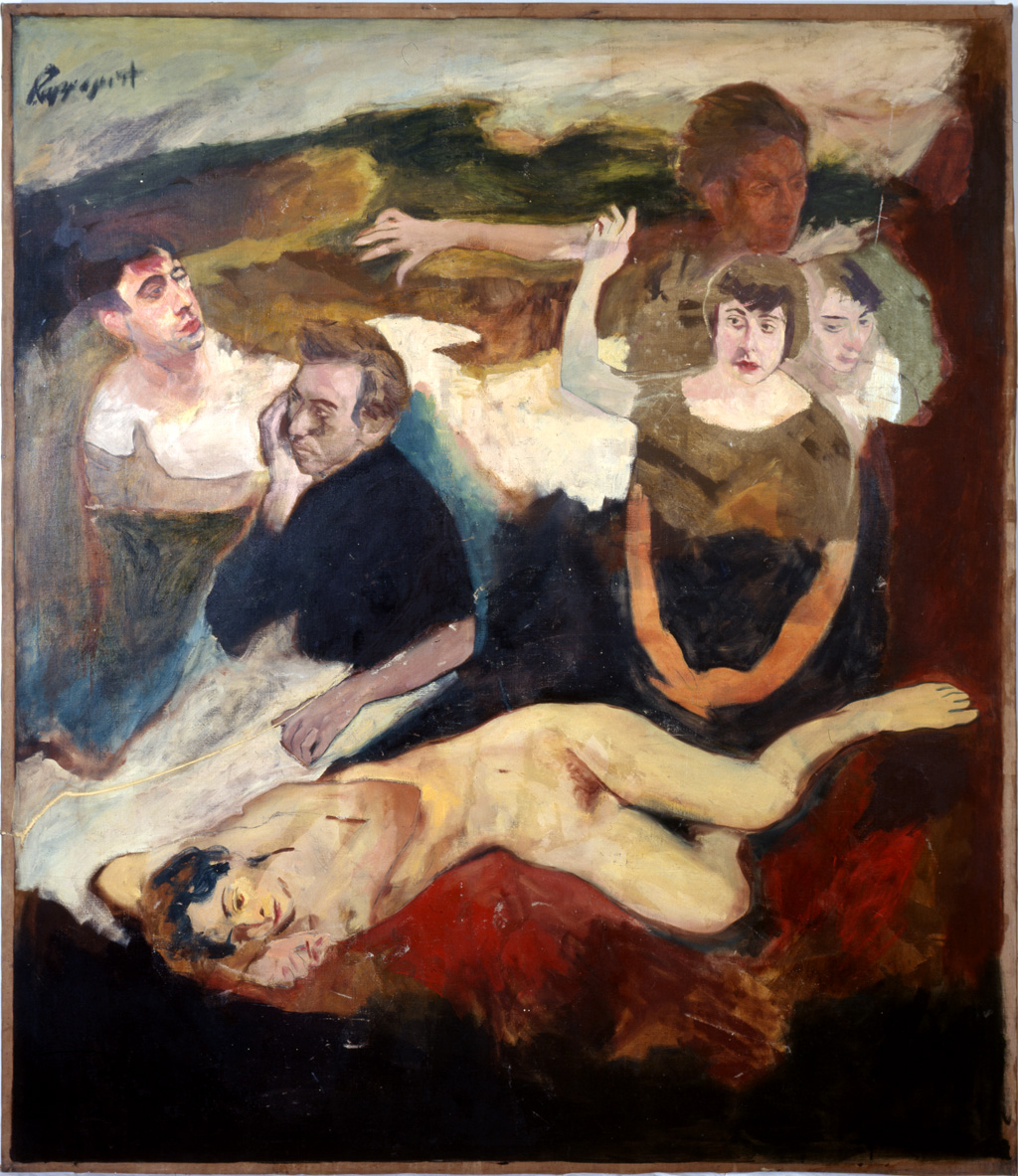
Richard Rappaport: Judeus acusados, 1965
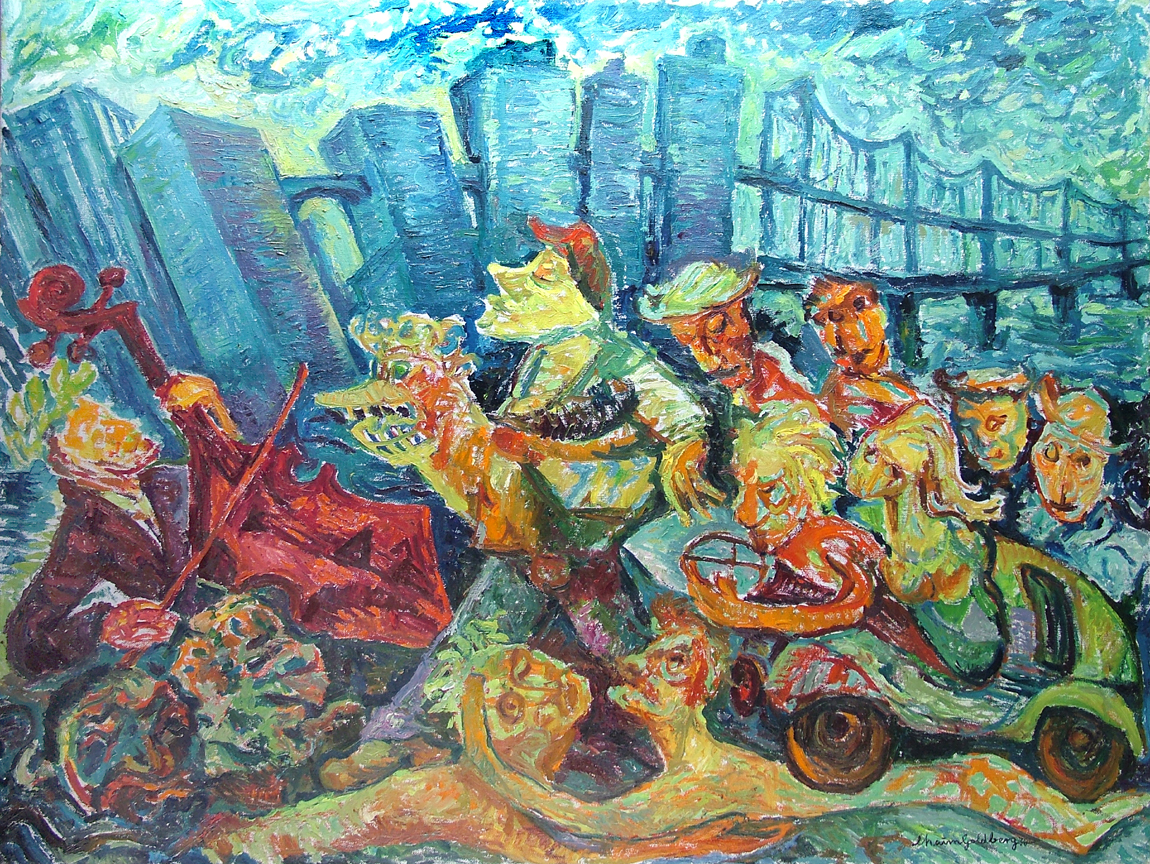
Chaim Goldberg: Motoristas alucinados perto da ponte, 1975
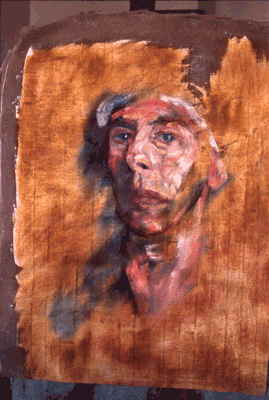
Richard Rappaport: Auto-retrato, 1986
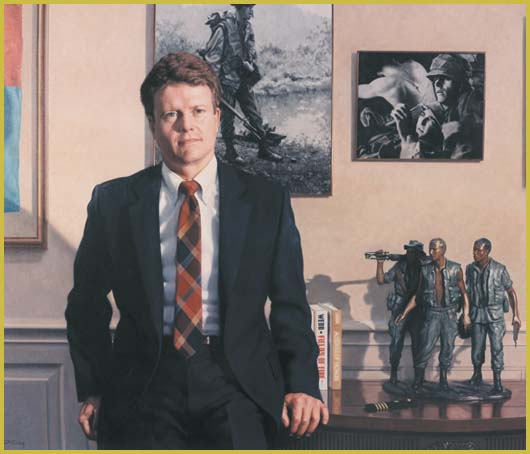
Richard Whitney: Retrato de James Henry Webb Jr.

## Pintura contemporânea
Depois da triunfal recuperação da pintura nos anos 1980, saindo de um período conceitualista em que se julgou que ela morrera, ficou claro que quaisquer ideias que se pudesse conceber a respeito de arte eram relativas numa época de globalização da cultura e de revolução nos meios de comunicação com o aparecimento da Internet e a popularização dos recursos computadorizados para a criação artística. Então acontece uma verdadeira libertação das amarras de filosofias exclusivistas, a pintura se pulveriza em uma miríade de estilos e a criação já deixa de ser tida como privilégio de um grupo de eleitos, evidenciando que a criatividade é um patrimônio de todos e sendo intensamente estimulada em todos os níveis sociais, pelos quatro cantos do país, e desde as escolas primárias até as universidades. Algumas escolas estéticas ainda se formam, como os pós-modernos e os neoconceituais, mas já não possuem um poder de determinar rumos gerais ou definitivos para a pintura. É um fenômeno que não se restringe aos EUA, é mundial, e tamanha variedade de estilos, muitas vezes associando outras mídias como o a fotografia, o vídeo e o computador, impede um estudo de cada nova forma de pintura ora praticada nos EUA, mesmo que de passagem, dentro do escopo deste resumo histórico.
Colhemos apenas alguns nomes ao acaso, dentre a quantidade de pintores significativos na cena atual norteamericana: Barkley Hendricks, com seus retratos de negros ricos e sofisticados; Rodney McMillian, que associa pintura e instalação; Chuck Close, um hiper-realista que faz uma releitura do Pontilhismo; Richard Whitney e Glennray Tutor, também hiper-realistas; David Brega, continuando a antiga tradição de naturezas-mortas em trompe l'oeil; Joseph McGurl, que recupera o grande paisagismo romântico; Robert Neffson, com seus imponentes panoramas urbanos; Zhen-Huan Lu com suas marinhas e cenas domésticas; Keith Haring, cortejando o graffiti (é autor também de murais out-door); Julian Schnabel e David Salle, importantes neo-expressionistas, Antonia Gerstacker, de inspiração Pop e ingênua, Brice Marden, minimalista, e Eugene James Martin, um abstrato com influência Pop.

### Arte indígena egraffiti
Também é de citar a atuação recente de inúmeros pintores de origem indígena, que ora trabalham sobre suas tradições ora assimilam as grandes correntes universalistas. Alguns deles são Gregory Lomayesva, que se vale da herança hispano-americana e Hopi para recriar ícones religiosos e abstrações; Tommy Wayne Cannon, ativo até à década de 1970 com um estilo entre o pop e o realismo, e Fritz Scholder, com irônicos retratos de índios.
Uma forma de pintura popular importante em tempos recentes é a do graffiti, associado à música Hip-hop e ao underground, mas que desde a década de 1970 vem recebendo atenção de instituições oficiais e críticos de arte. Enfrentou períodos de repressão nos anos 1980 e 90 mas entrou sob o foco da mídia principalmente através do trabalho de Keith Haring, Richard Hambleton e Jean-Michel Basquiat. Ressurgiu quando a IBM lançou uma campanha em 2001 apelando aos graffiteiros para realizarem uma série de obras sobre o tema "Peace, Love, and Linux". Mesmo assim era ainda uma atividade ilegal, e muitos dos participantes foram presos por vandalismo. Em 2005 o Museu de Brooklyn realizou uma exposição onde a curadora Charlotta Kotik manifestava a esperança de que o status dessa arte fosse rediscutido. Ao mesmo tempo um executivo do Williamsburg Art and Historic Center afirmou que a prática do graffiti tem as características de uma revolução, e por isso naturalmente se deva esperar obstáculos, mas o reconhecia como uma expressão legítima dos que não possuem outros canais de comunicação artística. As autoridades ainda tendem a considerá-lo uma contravenção, e por isso sua situação dentro do circuito artístico regular é incerta, apesar de ser uma prática disseminada por todas as grandes cidades. Outros nomes são David Choe, Crayone, Josh MacPhee, Tracy 168 e o grupo TATS CRU.

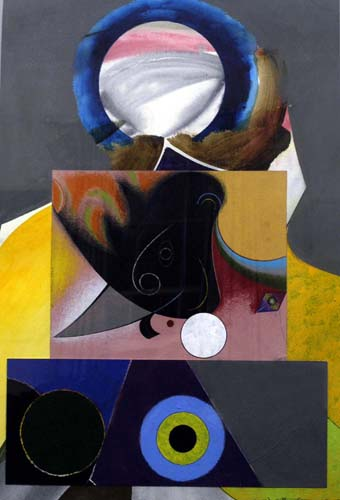
Eugene Martin: Golfista da meia-noite, 1990
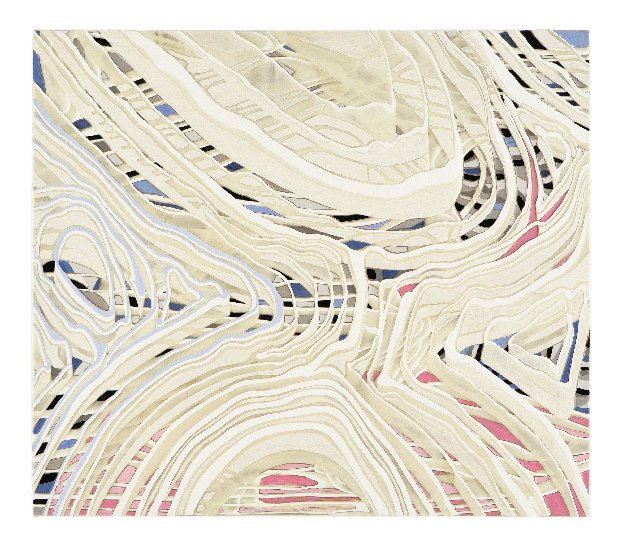
Kathleen Kucka: Fazendo como a natureza, 2007
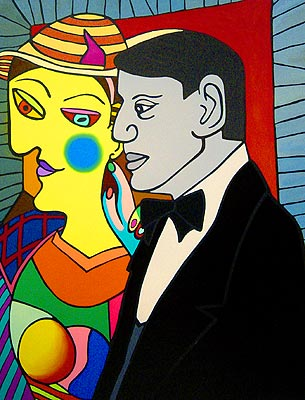
Charles Thomson: O artista e seu modelo, 2008
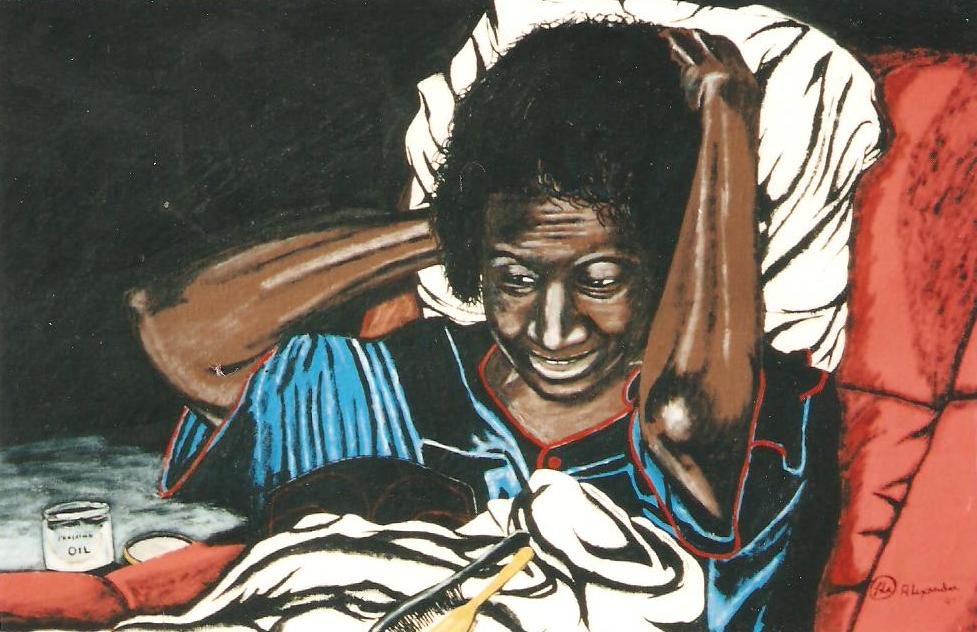
Larry Alexander: Tia Ira Mae

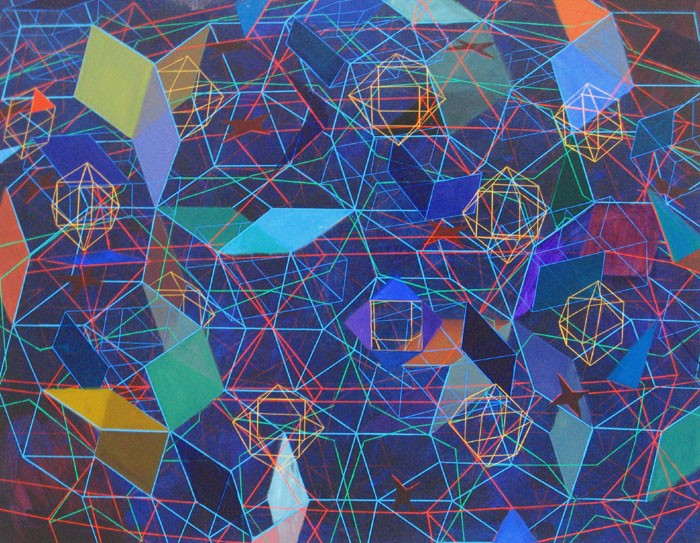
Tony Robbin: Pintura, 2006-7
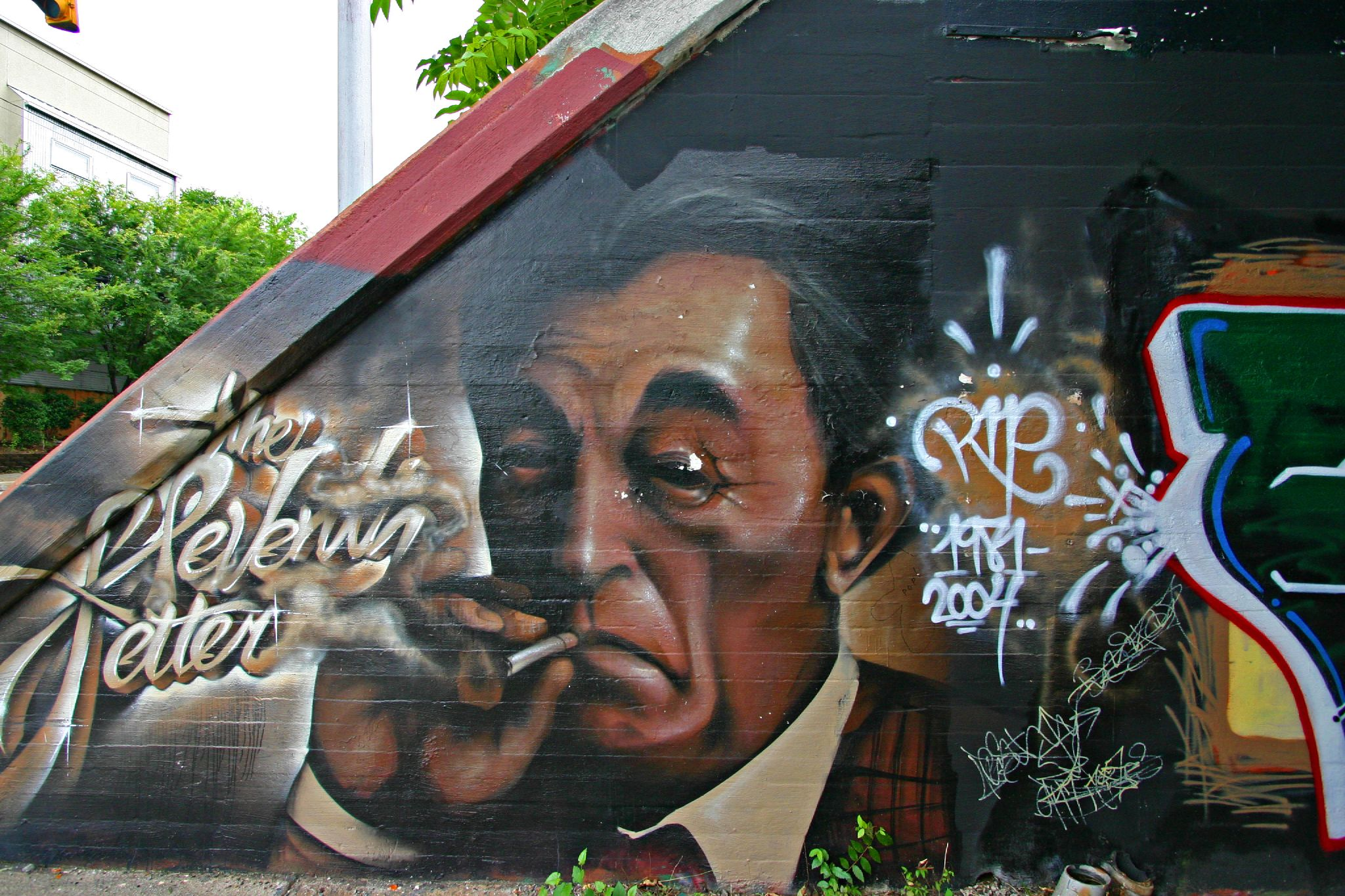
Brooke Novak: Graffiti em Atlanta